# Наименования Российского государства
Наименования Российского государства — история названий Российского государства в оригинальных и зарубежных источниках и в научной литературе (историографии).
Научные термины, многие из которых стали общеизвестными, по-разному соотносятся с историческими: иногда совпадают с ними, иногда используются анахронично или не совсем в том значении, которое они имели в описываемую эпоху, а иногда являются полностью условными. Начало российской государственности традиционно отсчитывается с 862 года, к которому «Повесть временных лет» относит призвание в Новгород варягов во главе с Рюриком — родоначальником династии русских князей и впоследствии царей. В IX—X веках под властью династии Рюриковичей сложилось Древнерусское государство со столицей в Киеве, именуемое в источниках Русью. С XI века по отношению к нему в западноевропейских памятниках встречается латинское название Russia. В середине XII века Древнерусское государство фактически распалось на независимые княжества, которые, однако, оставались тесно связаны друг с другом, и киевские князья продолжали формально считаться старшими. Во второй половине XIII—XV веках южные и западные княжества оказались в составе других государств — Польши и Литвы (Великое княжество Литовское, несмотря на иноэтничную правящую династию, претендовало на общерусское лидерство и до своего поглощения Польшей выступало в качестве второго центра восточнославянской государственности). Роль номинальной столицы Руси перешла от Киева сначала к Владимиру, а затем к Москве, князья которой осуществили к концу XV века объединение остальных русских земель в единое Русское государство. С конца XV и на протяжении XVI века за ним постепенно закрепилось современное название — Рос(с)ия.
Слово «Росия» возникло в Византии и использовалось там как греческое обозначение Руси — страны и созданной в её границах киевской церковной митрополии. Впервые слово Ῥωσία было употреблено в X веке византийским императором Константином Багрянородным. Через церковную греческую письменность и официальные документы греческое слово Ῥωσία вошло в русский язык. Первое известное упоминание слова «Росия» в кириллической записи датировано 24 апреля 1387 года. С конца XV века название Росия стало использоваться в светской литературе и документах Русского государства, постепенно вытесняя прежнее название Русь. Официальный статус оно приобрело после венчания Ивана IV на царство в 1547 году, когда страна стала называться Российским царством. Современное написание слова — с двумя буквами «С» — появилось с середины XVII века и окончательно закрепилось при Петре I.

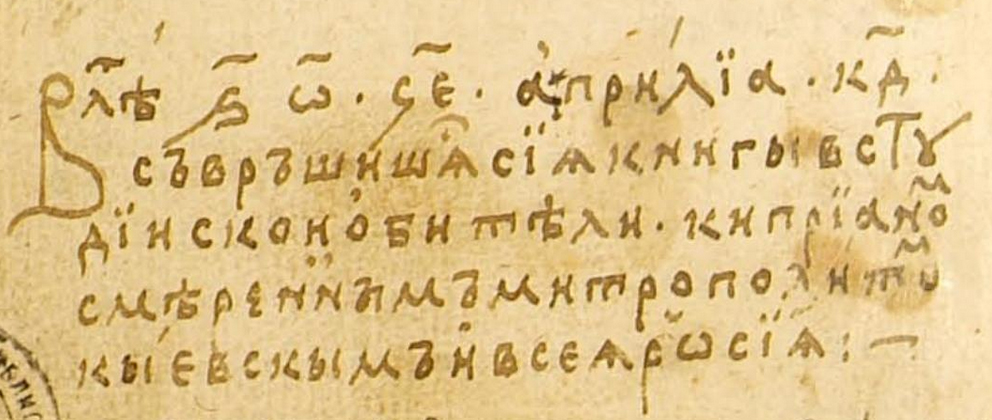
Первое известное упоминание слова «Росия» кириллицей — надпись на последней странице Лествицы Иоанна Синайского, переписанной митрополитом Киприаном: «В лето 6895 [1387], априлиа 24, съвръшишяся сия книгы в Студийской обители Киприаном смереннымъ митрополитом Кыевскымъ и всея Росия» (РГБ. Ф. 173/1. № 152. Л. 279 об.)

В 1721 году Петром I была провозглашена Российская империя. 1 сентября 1917 года была объявлена Российская республика, а после Октябрьской революции, с 10 января 1918 года — Российская Социалистическая Федеративная Советская Республика (РСФСР). Уже с этого времени употреблялось сокращённое название «Российская Федерация». В 1922 году РСФСР вместе с другими советскими республиками учредила Союз Советских Социалистических республик (СССР), который неофициально (особенно за рубежом) тоже часто именовался «Россией». После распада СССР РСФСР была признана в качестве его государства-продолжателя и 25 декабря 1991 года была переименована в Российскую Федерацию — Россию.
Слово «государство» встречается в источниках с XV века. До этого его основным смысловым эквивалентом был термин «земля». «Землёй» называлась сначала сама Русь в целом (выражение «Русская земля» используется до настоящего времени в качестве поэтизированного обозначения России), а затем каждое из независимых княжеств. В конце периода раздробленности государями именовались князья нескольких русских земель, а также обобщённо Новгород и Псков, поэтому в допетровскую эпоху (XVI—XVII века) официально считалось, что страна состояла из нескольких «государств», престол которых занимал единый монарх. Во время Гражданской войны термин «Российское государство» в качестве официального названия страны использовался в документах Белого движения.
Ниже подробно рассматривается история государственных названий в каждый исторический период.

## Объединения восточных славян
Одним из первых объединений восточных славян является политическое и военно-племенное объединение племён антов, которых большинство историков относит к предкам восточных славян. Об этом объединении, условно называемым Антским союзом, известно из сочинений Иордана и Прокопия Кесарийского. Военно племенной союз антов обладал многими признаками государственности, имел дипломатические отношения с другими государствами и просуществовал с IV по VII века.
В «Повести временных лет» перечислены славянские объединения, которые существовали до возникновения Древнерусского государства и затем вошли в его состав: поляне, древляне, северяне и др. В ПВЛ некоторые из них ретроспективно именуются княжениями и землями, а в Новгородской I летописи — волостями, однако уверенно утверждать, что эти определения реально бытовали в ту эпоху, нельзя. В византийских источниках те же объединения, а также аналогичные им группировки у южных и западных славян, обозначены термином славинии (греч. Σκλαβηνίας, Σκλαβυνίας). В историографии их обычно называют «союзами племён», иногда просто «племенами». Последнее обозначение многими современными учёными критикуется как фактически неверное и выходит из употребления.
В нескольких иностранных источниках IX века упоминается раннее объединение русов, чей правитель носил тюркский титул кагана. Самое раннее известие об этом содержится в Бертинских анналах под 839 годом. Общепринятого взгляда, что собой представляло это государственное образование и где оно находилось, нет. В историографии за ним закрепилось условное название «Русский каганат». Термин был введён в оборот С. А. Гедеоновым в 1862 году (в написании «Русский хаганат»). Кочевые государства авар и хазар в дошедших (исключительно иностранных) источниках тоже не называются «каганатами», но само это слово в тогдашних тюркских языках существовало.
Союз славянских и финно-угорских объединений словен, кривичей, чуди и мери, призвавший Рюрика в Новгород, собственного политического названия в летописи не имеет. В арабских источниках X века новгородский регион упоминается под названием ас-Славийа, наряду с двумя другими зонами обитания русов — Куйабой (Киевом) и Арсанией (локализация не ясна). Византийский император Константин Багрянородный (950-е гг.) называет его внешней Росией, в отличие от Киева — собственно Росии. В научной литературе единого утвердившегося названия за ним не закрепилось. Когда его хотят отличить от других варяжских и славянских объединений, то именуют обычно «Северной Русью», «Северным союзом» или «Северной конфедерацией», иногда условно «Государством Рюрика». Что касается термина «Новгородская Русь», то в таком контексте («держава Рюрика», «докиевский» этап Древнерусского государства 862—882 гг.) он в современной историографии практически не используется. Чаще он является синонимом для Новгородской земли как таковой и применяется ко всему периоду её существования с IX по XV век.

## Древнерусское государство
В 882 году преемник Рюрика Олег захватил Киев и сделал его столицей своих владений. К концу следующего столетия династия Рюриковичей поставила под свой контроль всю восточнославянскую территорию. Власть местных правителей при этом была ликвидирована. Старые племенные названия на протяжении XI—XII вв. перестали употребляться, уступив место новым, исключительно территориальным обозначениям. Поворотным пунктом для формирования древнерусской политической и этнической идентичности стало принятие христианства в качестве государственной религии, осуществлённое киевским князем Владимиром в конце X века. Вместе с тем подобно многим раннесредневековым государствам структура Руси отличалось неустойчивостью. Каждое поколение Рюриковичей производило разделы владений между собой. Последствия первых двух разделов (972 и 1015) были сравнительно быстро преодолены путём ожесточённой борьбы за власть. Раздел 1054 года, после которого на Руси установился так называемый «триумвират Ярославичей», несмотря на долговременную концентрацию власти в руках младшего Ярославича Всеволода (1078—1093), полностью преодолён так и не был. В 1097 году на Любечском съезде князей был установлен принцип «каждый держит отчину свою», положивший начало закреплению отдельных частей Руси за той или иной княжеской ветвью. Новому киевскому князю Владимиру Мономаху и его старшему сыну Мстиславу после серии внутренних войн удалось добиться признания своей власти большей частью русских князей. Смерть Мстислава Владимировича (1132) считается условным рубежом, с которого на Руси начинается период политической раздробленности. Киев остался формальным центром и ещё несколько десятилетий был мощнейшим княжеством — его значение снижалось постепенно. Древнерусское государство продолжало существовать в форме конгломерата из относительно стабильных княжеств вплоть до Монгольского нашествия (1237—1240). Его окончательный распад приходится на 2-ю половину XIII века, когда Киев перестал выполнять роль номинальной столицы, структура большинства прежних земель серьёзно изменилась и они впервые утратили династическое единство.

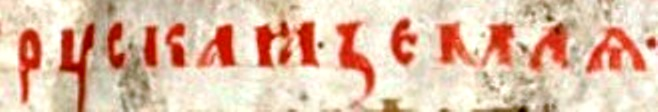
«Русская земля» («рускаꙗ зємлѧ») из первых строк «Повести временных лет», список Лаврентьевской летописи, 1377

В летописях и других памятниках письменности государство именовалось Русью (др.-рус. и ст.‑слав. рѹсь, рүсь) или Русской землёй (др.-рус. и ст.‑слав. рускаꙗ землѧ, роускаꙗ землѧ, русьскаꙗ землѧ). Слово «земля» в сочетании с территориальным определением было близко к современному понятию суверенного государства, «землями» называли и другие страны: например, Византию — «Греческой землей», Болгарию — «Болгарской землей», Венгрию — «Угорской землей» и т. д. Слово «русь» первоначально относилось к народу или социальной группе, чьи представители составили княжеский род и верхушку дружины. Далее в качестве этнонима (одновременно став и обозначением подвластной территории) оно распространилось на киевских полян, а затем всех восточных славян. Единичный представитель руси назывался русин. Формы множественного числа «русы» и «русины» являются позднесредневековыми неологизмами, в рассматриваемую эпоху их ещё не существовало.
Территориально-административные единицы, на которые делилась Русь, назывались волостями (др.-рус. волость, ст-слав. власть). Слово произошло от глагола «владеть». Волостью называли крупную территорию во главе с собственным городом (столом), где на правах наместника сидел один из младших князей-Рюриковичей, подчинявшийся верховной власти князя киевского. Границы волостей не совпадали с границами старых восточнославянских союзов. Названия волостям обычно давались по конкретному князю-владельцу («волость Олега», «своя волость», «волость отца») и только иногда по центральному городу («Новгородская волость», «волость отца Ростов»). Количество волостей, на которые делилась Русь в X — начале XII вв. зависело от числа одновременно живущих князей и колебалось от одной до двух десятков. В общей сложности за весь данный период, согласно подсчётам А. А. Горского, на Руси известны упоминания о 21 волости. Синонимом волости выступало также этимологически тождественное ему слово область. Оно преобладало в переводной литературе — применительно к составным частям других государств, но иногда встречается и по отношению к Руси (Ростовская область под 1071 г. и область Полоцка под 1092 г. в ПВЛ, Переяславская оболость в «Сказании о Борисе и Глебе», Владимирская оболость в «Житии Феодосия Печерского»).
В Византии народ русь получил наименование рос (греч. Ρως). Выбор формы через «О», возможно, был вызван созвучием с упоминающимся в Библии демоническим народом Рош, нашествие которого ожидалось перед концом света и который, как считали византийцы, обитал где-то на севере. Именно такое эсхатологическое восприятие отмечается в источниках, описывающих первое нападение русов на Константинополь в 860 году. Другое объяснение предполагает заимствование этнонима непосредственно из скандинавского самоназвания руси (от *robs — гребцы) . Первой фиксацией слова Ῥώς в византийском источнике считается текст жития Георгия Амастридского, написанного не позднее 842 года, в котором сообщается о нападении росов на византийский город Амастриду на южном побережье Чёрного моря. От названия народа было образовано название страны — Росия (греч. Ρωσία). Первым его употребил император Константин Багрянородный в своих трактатах «О церемониях» (946) и «Об управлении империей» (948—952). После христианизации «Росией» стала именоваться созданная в границах Руси церковная митрополия, подчинённая константинопольскому патриархату, а сама Русь по византийским представлением формально стала частью Византийской империи. В самой Руси написанное по-гречески название употреблялось на княжеских и митрополичьих печатях. Сохранились несколько печатей князей с надписью «архонт Росии» и митрополитов с надписью «митрополит» или «архипастырь Росии», с XII века «всея Росии». Однако в виде транслитерации название в древнерусских источниках домонгольского периода не встречается ни разу. В свою очередь, византийцам было известно правильное звучание слова русь (греч. ρουσσν, с корневым «У»), но оно тоже почти никогда ими не употреблялось (исключения составляют акты Афонских монастырей с текстами, восходящими к сообщениям, полученным при непосредственном общении с жителями Руси). В официальных документах византийской канцелярии русские князья именовались архонтами.
В западноевропейских источниках, написанных на латинском языке, хороним Русь впервые встречается в грамоте польского короля Мешка I (ок. 990 г.) — Russe и в «Хронике» Титмара Мерзербургского (1012—1018) — Ruscia, Rucia. Написание Ruscia преобладало в латинских текстах из Северной Германии, Чехии, Венгрии, Ruzzia — в текстах из Южной Германии, вариации Rus(s)i, Rus(s)iа — в романских странах, Англии и Польше. Одно из первых упоминаний названия Russia датировано приблизительно 1030 годом — оно встречается в «Хронике» аквитанского монаха Адемара Шабаннского. Наряду с перечисленными обозначениями с начала XII века в Европе начинает использоваться книжный термин Ru(t)henia, образованный по созвучию от имени античного племени рутенов. Как правило, в западноевропейских источниках Русь именовалась королевством (regnum), а киевские князья — королями (rex). В частности, именно такая титулатура употреблена в первом известном послании на Русь папы римского — в письме Григория VII к киевскому князю Изяславу Ярославичу в 1075 году (rex Rusci).
В шведских, норвежских и исландских источниках, включая рунические надписи, скальды и саги, Русь носила имя Гардар (др.-сканд. Garðar). Впервые оно встречается в висе Халльфреда Трудного скальда (996). В основе топонима лежит корень gard- со значением «город», «укреплённое поселение». С XII века ему на смену пришла форма Гардарики (Garðaríki) — букв. «страна городов».

### Термины в историографии
В историографии для обозначения Руси периода IX—XIII вв. наибольшее распространение получили три условных термина: «Древняя Русь», «Киевская Русь» и «Древнерусское государство». Каждый из них прошёл за время своего развития существенную эволюцию.
Слово «Русь» вернулось в широкий общественный обиход и исторические труды в первой половине XIX века. В литературном языке предшествующей эпохи оно было почти полностью вытеснено «Россией». Например, Н. М. Карамзин им практически не пользовался, как и его предшественники — историки XVIII века. Чтобы отличить «современную» Россию/Русь от средневековой, последнюю стали называть «древней». Одним из первых такое словосочетание употребил А. С. Пушкин, который написал в своём известном отклике на книгу Н. М. Карамзина, что «древняя Россия была открыта Карамзиным как Америка Коломбом». Прилагательное «древнерусский» ввели в оборот в конце XIX века филологи (применительно к древнерусскому языку и литературе). В дореволюционной историографии термины «Древняя Русь» и «древнерусский» использовались в широком хронологическом смысле, охватывая всё средневековье. У прилагательного «древнерусский» такое значение во многих контекстах остаётся и сегодня (хронологическим рубежом древнерусского языка считается XIV век, древнерусской литературы — XVII век), но название «Древняя Русь» в современной историографии имеет более строгое значение и обычно применяется только к Руси домонгольского периода.
Термин «Киевская Русь» одним из первых использовал М. А. Максимович в своей работе «Откуда идёт русская земля» (1837) в узкогеографическом смысле — для обозначения Киевского княжества, в одном ряду с такими словосочетаниями как «Червоная Русь», «Суздальская Русь» и др.. В таком же значении термин употреблял С. М. Соловьёв («Русь Киевская», «Русь Черниговская», «Русь Ростовская или Суздальская»). Во второй половине XIX века термин приобрёл дополнительное, хронологическое измерение — одной из стадий русской истории и государственности. В этом случае киевский период обычно заканчивали 1169 годом, что было связано с бытовавшим в дореволюционной историографии ошибочным представлением о переносе столицы Руси из Киева во Владимир князем Андреем Боголюбским. В. О. Ключевский использовал этот термин несистематически, иногда сочетая узкогеографические и хронологические рамки и отличая «старую Киевскую Русь» от «Руси новой, верхневолжской», иногда подразумевая под ним все земли Руси в соответствующий период. У С. Ф. Платонова, А. Е. Преснякова и других авторов начала XX века термин стал использоваться в государственно-политическом смысле как именование государства всех восточных славян в эпоху, когда Киев был общим политическим центром. В украинской националистической историографии того же времени уточняющий термин «Киевская Русь» не был особо популярным, поскольку подразумевал существование других форм или проявлений Руси (будь то в географическом или хронологическом смысле). Основоположник украинской исторической школы М. С. Грушевский им почти не пользовался, предпочитая варианты «Киевское государство», «Руська держава» и собственный изобретённый термин «Украина-Русь». Окончательное утверждение понятия «Киевская Русь» в государственно-политическом смысле произошло в советскую эпоху, когда академиком Б. Д. Грековым был издана ставшая классической книга «Киевская Русь» (1939). Такое название книга получила, начиная с 3-го издания, первоначально (1936, 1937) она носила заголовок «Феодальные отношения в Киевском государстве». В те же годы другой частью советских историков (М. И. Артамонов, В. В. Мавродин, А. Н. Насонов) в научный оборот был введён термин «Древнерусское государство» (первоначально прилагательное писалось со строчной буквы, вскоре стало именем собственным). Среди советских историков активнее всего термином пользовались В. Т. Пашуто и представители его школы. В целом все три наименования функционировали параллельно и обладали взаимозаменяемостью. Однако в настоящее время термин «Киевская Русь» по ряду причин считается устаревшим и постепенно теряет популярность.

## Русские княжества и республики
Разделение Руси на самостоятельные княжества стало свершившимся фактом с середины XII века и продолжалось до начала XVI века, когда последние из оставшихся к тому времени княжеств были включены в состав Московского государства.
Собственные княжеские династии утвердились в XII веке в большинстве из существовавших на Руси волостей, которые теперь стали именоваться землями. Ведущую роль среди них играли четыре земли: Черниговская, Смоленская, Суздальская (Владимирская) и Волынская, в которых правили, соответственно, ветви Ольговичей, Ростиславичей, Юрьевичей и Изяславичей. В Киевской земле не было собственной династии. Городами здесь владели представители всех четырёх ветвей, а сам Киев постоянно переходил из рук в руки. Номинально князь, правивший в Киеве, продолжал считаться старейшим и по отношению к нему применялся титул князя «Всея Руси». Аналогичный «общединастический» статус остался у Новгорода (где закрепиться ни одной из княжеских ветвей не позволило местное боярство), Пскова, Переяславского княжества и Галицкого княжества (стало выморочным после пресечения местной династии в 1199). В качестве независимых княжеств существовали: Полоцкая, Пинская, Рязанская и Муромская земли, но их влияние на общерусские дела было невелико, и в той или иной форме они зависели от княжеств-лидеров. В целом политическая история Руси в сер. XII — сер. XIII века определялось борьбой за «общерусские» столы. Непосредственно друг с другом самостоятельные княжества воевали редко, и их границы сохраняли стабильность. Внутри княжеств воспроизводилась структура, ранее существовавшая в масштабе всей Руси, со старшим столом и волостями, которые перераспределялись (либо мирно, либо путём кратковременных усобиц) между членами местной династии.
После монгольского нашествия (1237—1240) борьба за «общерусские» столы прекратилась. Галич и Новгород окончательно закрепились за соседними землями. Галиция и Волынь слились в единое Галицко-Волынское княжество, а на Новгород, который сохранил и даже расширил свою автономию, распространилась верховная власть владимирских князей. Киев был передан владимирским князьям Ярославу Всеволодовичу (1243) и Александру Невскому (1249), которые были признаны Ордой старейшими на Руси, но они своей резиденцией предпочли оставить Владимир. Именно владимирские великие князья стали после этого носить титул «всея Руси», и во Владимир в 1299 году переместилась резиденция митрополита. Со смертью Александра Невского (1263) Суздальская земля сама распалась на самостоятельные княжества, а Владимир (вместе с прилегающей к нему обширной территорией — собственно Владимирским великим княжеством), как это ранее произошло с Киевом, превратился в старший стол, контроль за которым оспаривали друг у друга наиболее влиятельные князья. В XIII веке им владели правители Костромского, Переяславского, Городецкого и Тверского княжеств, в XIV — Тверского, Московского и Суздальско-Нижегородского. С 1363 года он окончательно закрепился за московскими князьями, потомками младшего сына Александра Невского — Даниила, и объединённая московско-владимирская территория стала ядром современного Российского государства.
2-я половина XIII—XIV век были временем постепенного разрушения прежней политической структуры большинства русских земель. Общее количество княжеств значительно выросло (достигнув по некоторым оценкам 250). Появились новые великие княжества: Тверское, Суздальско-Нижегородское, Ярославское (в бывшей Суздальской земле), Брянское (в бывшей Черниговской земле), Смоленское, Рязанское. Новой тенденцией междукняжеских отношений стало стремление сильных князей к захватам владений у более слабых соседей. Наибольший территориальный рост продемонстрировали Московское и Литовское великие княжества, чьё лидерство стало неоспоримым уже к концу XIV века. В состав Великого княжества Литовского под властью династии Гедиминовичей вошли территории Полоцкой, Пинской, Волынской, Киевской, Переяславской, Смоленской и частично Черниговской земель. Галицкая земля в 1340 году была захвачена Польшей. С утратой династического единства государственная, а затем и этническая история разных частей Руси пошли самостоятельными путями и перспектива мирного объединения всего древнерусского наследства в одних руках стала невозможной.

## Русское / Российское государство
В XV—XVI веках эллинизированное название «Росия» закрепилось за той частью русских земель, которая была объединена в единое государство под началом Великого княжества Московского: так, Иоанн де Галонифонтибус использует это название в указанном значении в 1404 году, а Иван III назван «российским государем» в грамоте крымского хана в 1474 году. С XV века в русских источниках появляются термины «Русия», «Росия», «Российский» и распространяются всё больше, пока окончательно не утверждаются в русском языке. Период от 1478 или 1485 года (присоединение Новгорода или Твери) и до провозглашения Петром I Российской империи 22 октября (2 ноября) 1721 года в современной российской историографии обозначается как «Русское государство». Это связано также с титулом «государь всея Руси», которые использовали русские монархи начиная с Ивана III.

### Великое княжество Московское
Великое княжество Московское — историографическое название, великие князья в этот период продолжали именоваться Владимирскими и «всея Руси». До 1547 года допустимыми вариантами наименования являются «Княжество Московское» (с 1263 года) и «Великое княжество Московское» (с 1363 года). Однако поскольку великие князья Московские и государи всея Руси ещё до венчания Ивана IV на царство помимо непосредственно Великого княжества Московского объединяли под своей властью целый ряд сохраняющихся в понимании того времени престолов, более удачным термином для совокупности их владений, начиная со времён Ивана III, является Русское государство, так как в 1547 году государь всея Руси и великий князь московский Иван IV Грозный был венчан царём и принял полный титул: «Великий государь, Божиею милостью царь и великий князь всея Руси, Владимирский, Московский, Новгородский, Псковский, Рязанский, Тверской, Югорский, Пермский, Вятцкий, Болгарский и иных», впоследствии, с расширением границ Русского государства, к титулу добавилось «царь Казанский, царь Астраханский, царь Сибирский», «и всея Северныя страны повелитель». После венчания Ивана IV на царство Великое княжество Московское также продолжало существовать как отдельная единица, хотя со временем к нему стали применять термин «Московское государство» или в этом обозначении, как всего государства Русского, — «Русское Царство», «Великая Русь», «Белая Русь» (см. статьи Русское Царство, Великая Русь).

### Московское государство
Термин «Московское государство» встречается в разных значениях в исторических документах и сочинениях XVI—начала XVIII веков, а также в научной исторической литературе (историографии) XIX—XXI веков. В первоисточниках он может относиться к одному из государств, составляющих Российское царство (бывшее Московское княжество наряду с Новгородской землёй, Казанским ханством и др.) либо выступать как обозначение всего Российского государства. Как историографический термин вошёл в обиход среди историков XIX века, руководствовавшихся в периодизации российской истории противопоставлением столиц — Москвы и Петербурга.

В XVI и XVII вв. наши предки «государствами» называли те области, которые когда-то были самостоятельными политическими единицами и затем вошли в состав Московского государства. С этой точки зрения, тогда существовали «Новгородское государство», «Казанское государство», а «Московское государство» часто означало собственно Москву с её уездом. Если же хотели выразить понятие всего государства в нашем смысле, то говорили: «все великие государства Российского царствия» или просто «Российское царство».
— Платонов С. Ф. Полный курс лекций по русской истории, 1917.

### Московия
Изначально, Московия — латинское наименование самой Москвы, впоследствии ставшее в зарубежной Европе названием сначала Великого княжества Московского, а затем и всего Русского государства. Употреблялось в иностранных источниках с XV до начала XVIII века наряду с названиями Руссия или Россия. Распространилось под влиянием польско-литовской пропаганды, отвергавшей претензии объединённого Русского государства со столицей в Москве на земли всей Руси и стремившейся закрепить название «Русь» исключительно за Юго-Западной Русью, находившейся до 1569 года в составе Великого княжества Литовского и частично Польши, затем — в составе Речи Посполитой. Название преобладало в странах, получавших информацию о России из Речи Посполитой, в первую очередь в католических Италии и Франции. В русском языке этот термин является варваризмом — не полностью освоенным заимствованием
В 1592 году Львовское братство в письме к царю Фёдору Иоанновичу называет его «пресветлый царь и великий князь Москвороссии».

### Русское царство / Российское царство
Русское царство или в византийском стиле Российское царство провозглашено 16 января 1547 года после принятия великим князем Иваном IV Васильевичем титула царя, название «Российское царство» стало официальным названием России до 1721 года. В середине XVI века произошло присоединение Казанского и Астраханского ханств, что дополнительно обосновало царский титул русского монарха.

### Наименование российского государства в иностранных источниках

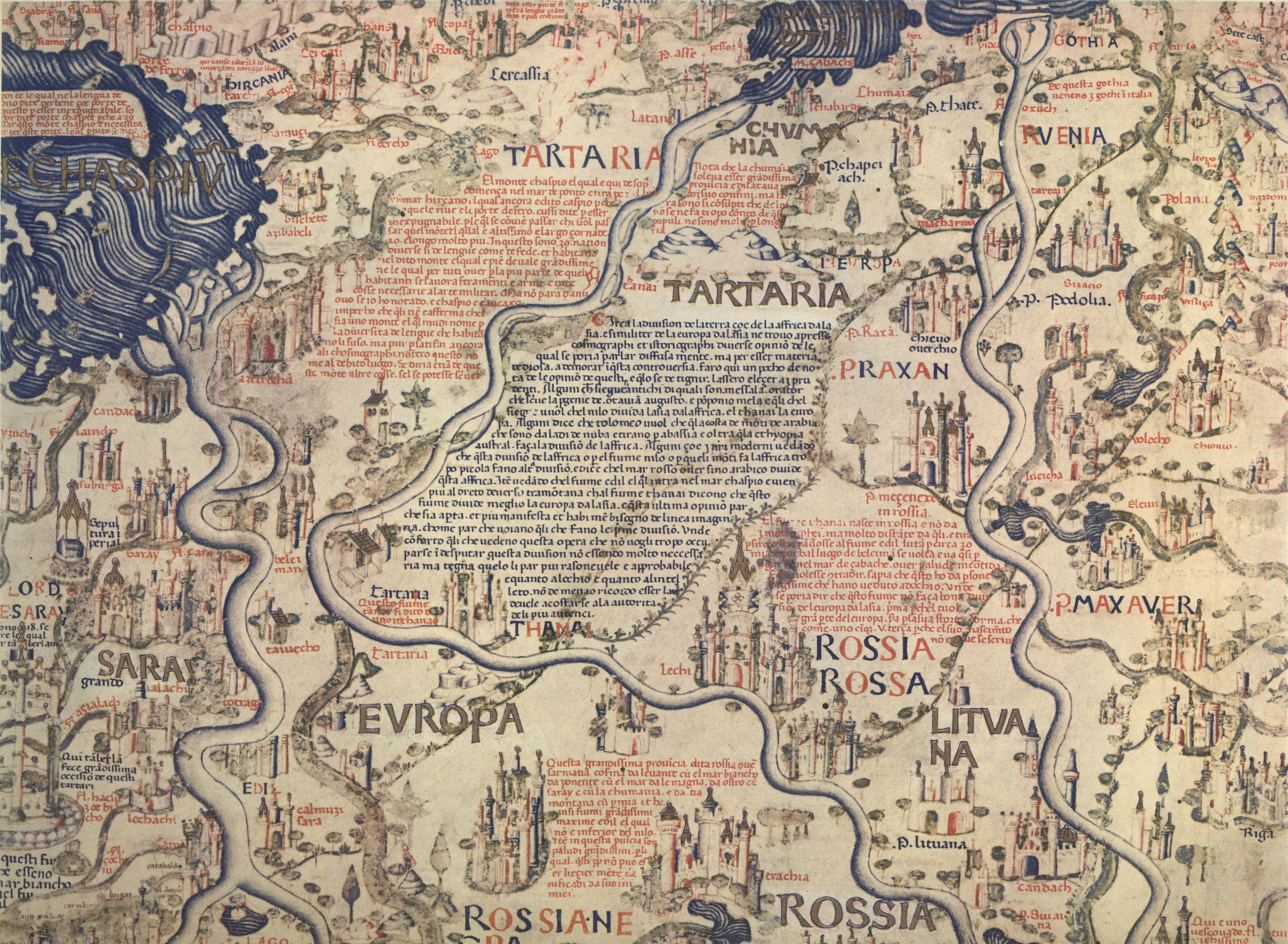
Фрагмент карты Фра Мауро 1459 года с топонимами Rossia. Север находится внизу. В верхнем левом углу — Каспийское море, вверху справа — Азовское и Чёрное моря

Итальянец Плано Карпини, совершивший путешествие в Азию в 1245—1247 годах и написавший книгу «История Монгалов, именуемых нами Татарами», в своём повествовании упоминает гибель владимирского князя Ярослава Всеволодовича, отца Александра Невского: «в то же время умер Ярослав, бывший великим князем в некоей части Русии, которая называется Суздаль… Мать императора (прим. хана) поспешно отправила гонца в Русию к его сыну Александру, чтобы тот явился к ней, так как она хочет подарить ему землю отца».
В Ливонской рифмованной хронике второй половины XIII века описывается известное Ледовое побоище и упоминается сам Александр Невский, разбивший отряды немецких рыцарей: «Есть город большой и широкий, который также расположен на Руси, он называется Суздаль. Александром звали того, кто в то время был его князем…»
Английский философ Роджер Бэкон в своем труде «Opus Majus» («Большое сочинение»), написанном в 1267 году, отмечал: «с севера этой провинции находится великая Русия (Russia Magna), которая от Польши одной своей стороной простирается до Танаиса, но большей частью своей граничит на западе с Левковией (Leucovia)… с обеих сторон Восточного (прим. Балтийского) моря находится великая Русия (Russia Magna)».
Другим описанием России является «Книга чудес света» Марко Поло 1290-х годов: «территория России (Rossia) очень большая и разделена на множество частей, я рассмотрю часть с холодными северными ветрами (прим. трамонтана), где, как говорят, существует этот неизвестный регион».
Иоасафат Барбаро, венецианский дипломат, совершивший в 1436 году путешествие в Тану, которое заняло 16 лет его жизни, а в 1449—1471 годах бывший послом при Персидском дворе, в своих мемуарах рассказывает об России («Rossia») и упоминает Ивана III, князя всея Руси («duca di Rossia»).
Венецианский дипломат Амброджо Контарини в своих мемуарах о «Путешествии в Персию» в 1473—1477 годах, рассказывает о прибытии в «Москву, город Белой Руси» («Moschouia, citta de Rossia bianca»).
В сохранившемся послании кардинала Виссариона к приорам города Сиена от 10 мая 1472 года, великий князь Иван III именуется государём «великой Pусии». В Римском дневнике («Diarium Romanum») Жака Волатеррана под 1472 годом Иван III упоминается как князь «Белой Руси». 25 мая послы упомянутого князя были приглашены в секретную консисторию, они поднесли пергаменную грамоту с золотой висячей печатью. В грамоте содержалось следующее на славянском языке: «Великому Сиксту, Папе Римскому, Иоанн князь Белой Руси челом бьет и просить дать веру его послам». Послы приветствовали папу, поздравили его с восшествием на престол, поверглись к ногам апостольским от имени своего князя проявив почтение и предложили подарки: шубу и 70 соболей.
В договоре от 1514 года с императором Максимилианом I впервые в истории Василий III официально был назван императором. Грамота Максимилиана I, титулующая Василия Ивановича императором, была опубликована Петром I в качестве инсигнии для его личных прав на коронацию этим титулом.
В 1525 году итальянский историк Паоло Джовио в книге о посольстве к папе Клименту VI называет великого князя Василия III «Великим государем, Божьей милостью Императором и повелителем всея Руси» (Magnus Dominus Dei gratia Imperator ac dominator totius Russiae).
В 1517—1526 годах Москву посетил австрийский философ и дипломат Сигизмунд Герберштейн, опубликовавший в 1549 году на латинском языке свои «Записки о московских делах» (Rervm Moscoviticarvm Comentarii), где он описывает «Московию, которая является главой Руссии и далеко и широко распространяет свое владычество над Скифией». Там же он упоминает и князя Василия III: «из государей, которые ныне повелевают Руссией, первый — Великий князь Московии, владеющий большею ее частью, второй — Великий князь Литовский, третий — король Польский, который ныне властвует и над Польшей, и над Литвою».
В 1553 году Ричард Ченслор написал «книгу об великом и могущественном царе (императоре) России и князе Московии» (The Booke of the Great and Mighty Emperor of Russia, and Duke of Moscovia).
Иоанн де Галонифонтибус использует название «Россия» для обозначения московского государства в 1404 году.
Иван III назван «российским государем» в грамоте крымского хана в 1474 году.
В 1493 году в договоре с королём Дании Иван III был назван «императором всея Руси» (totius Rutzsie Imperator).
В письме императора Священной Римской империи от 3 августа 1514 года к Василию III он был титулован как «Император и Правитель Русского мира» (Imperator et Dominator universorum Rhutenorum).
В 1590 году патриарх Константинопольский в грамоте об утверждении Московского Патриархата называет царя Федора Ивановича «самодержец царь всеа земли Росийские, Московский, Казанский, Астороханский, Новгородцкий и иных православных христьян господин».

Примеры наименования Российского государства в европейской картографии
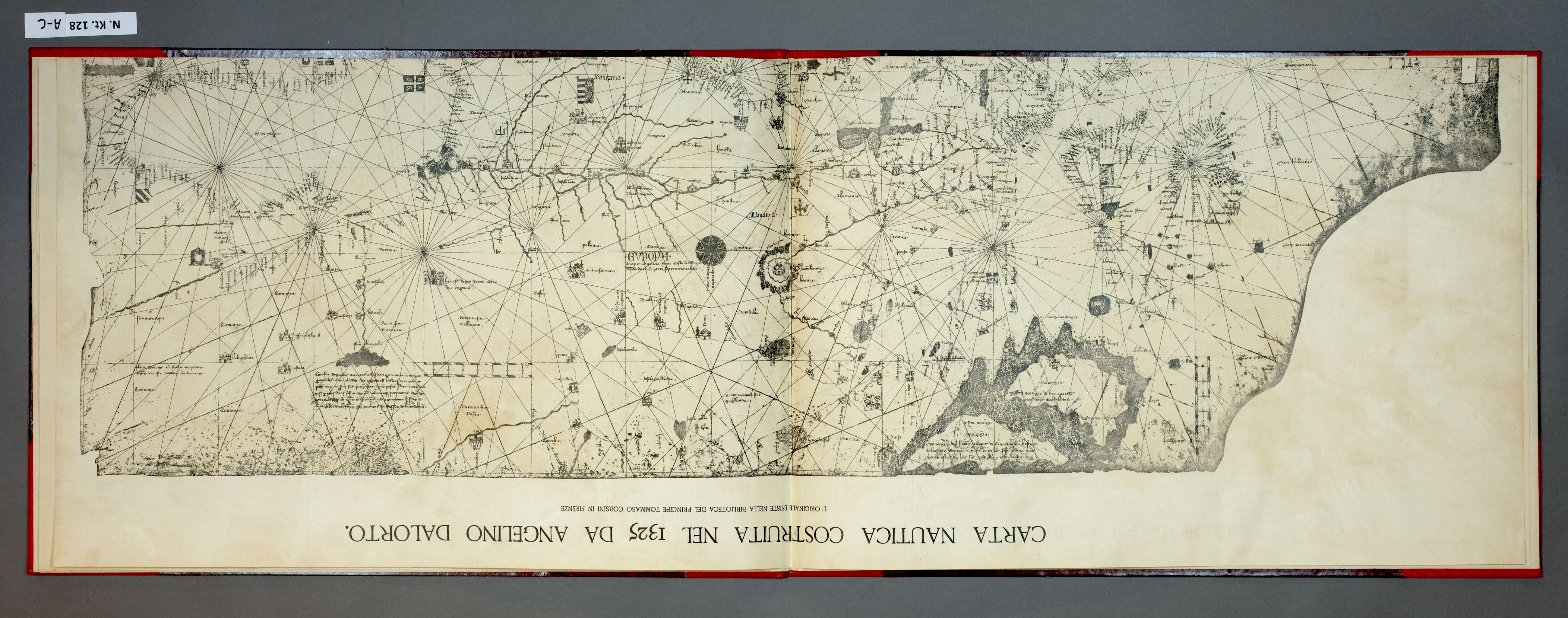
«Rutenia siue Rossia». Портулан Angelino Dalorto, 1325 год.
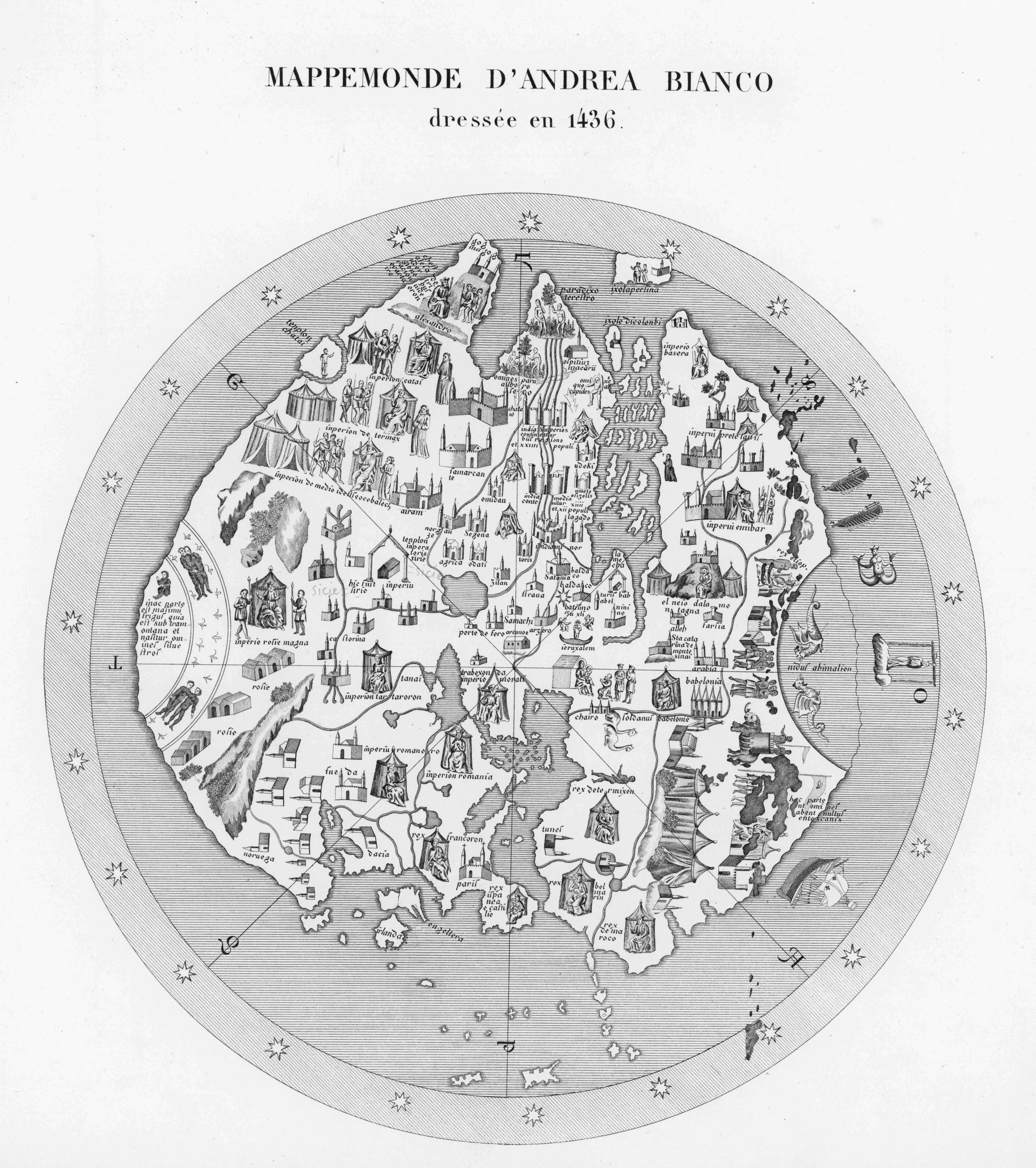
«Imperie rosia magna». Картограф Andrea Bianco, 1436 год.
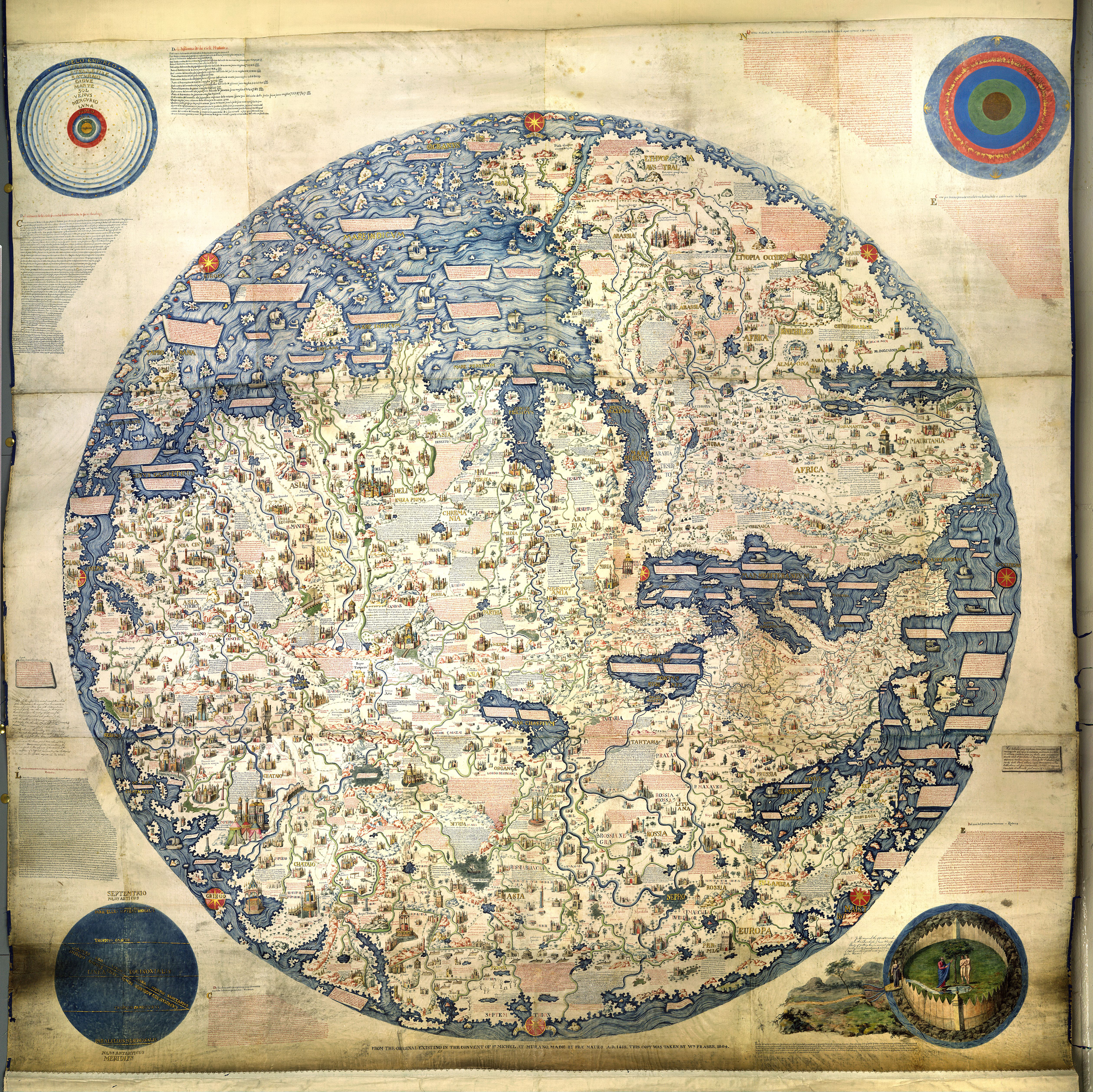
«Rossa, Nigra, Bianca Rossia» (копия карты Фра Мауро 1459 года из Британской Библиотеки)
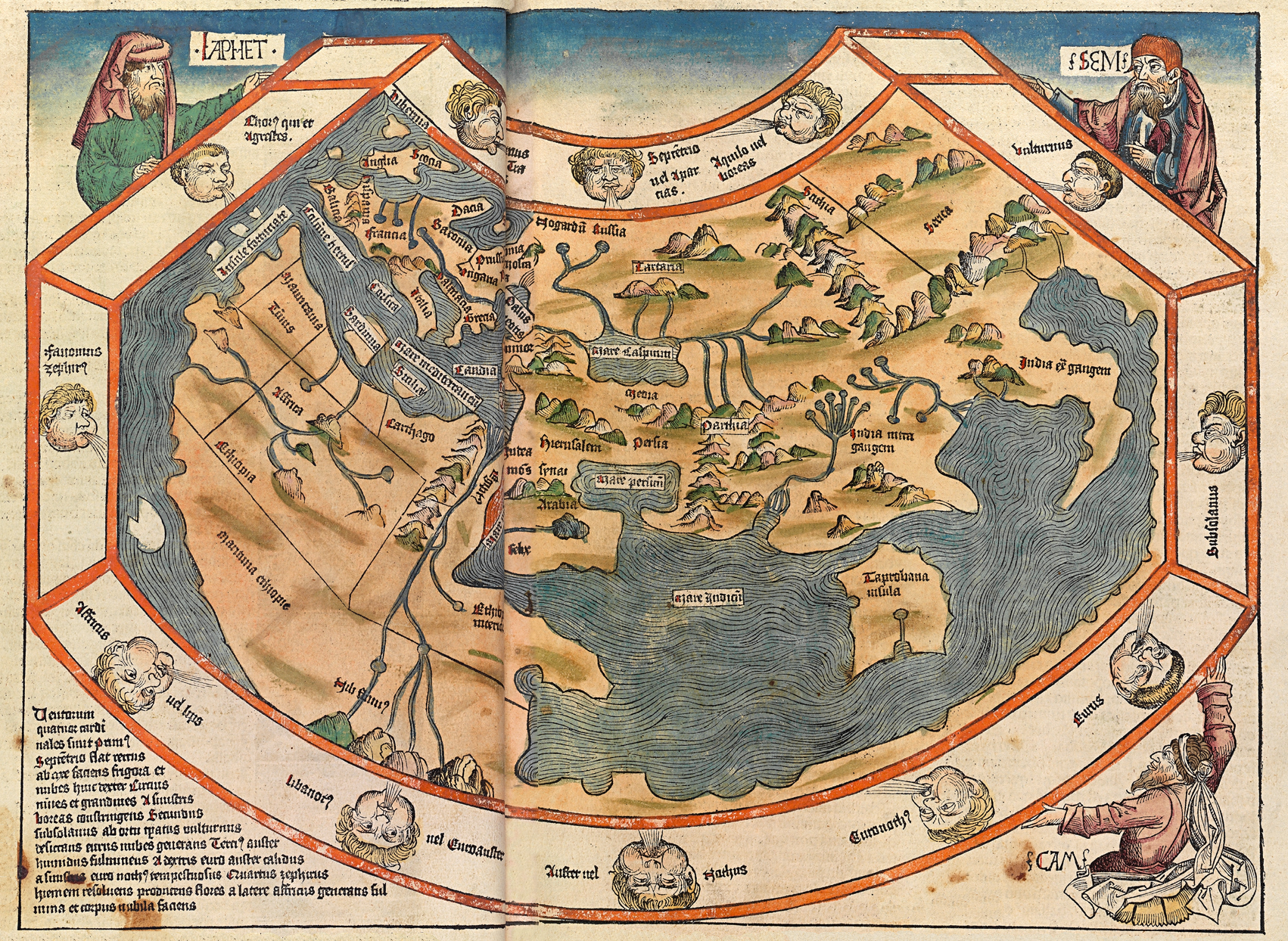
«Russia». Картограф Hartmann Schedel, 1493 год.
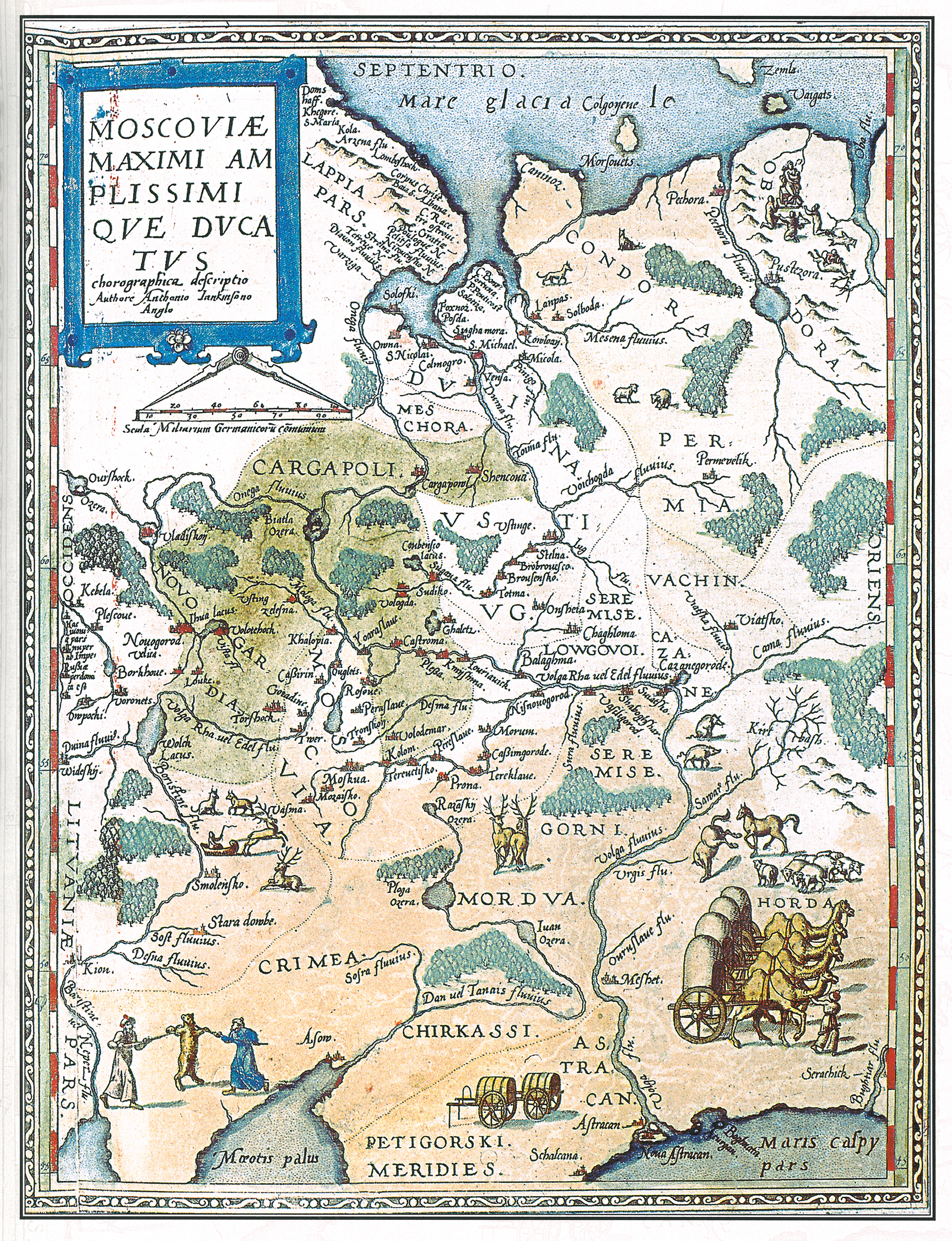
Московское великое княжество (Moscoviae Maximi Amplissimi qve Ducatvs). Карта Энтони Дженкинсона, публиковалась в 1578-1593 гг.
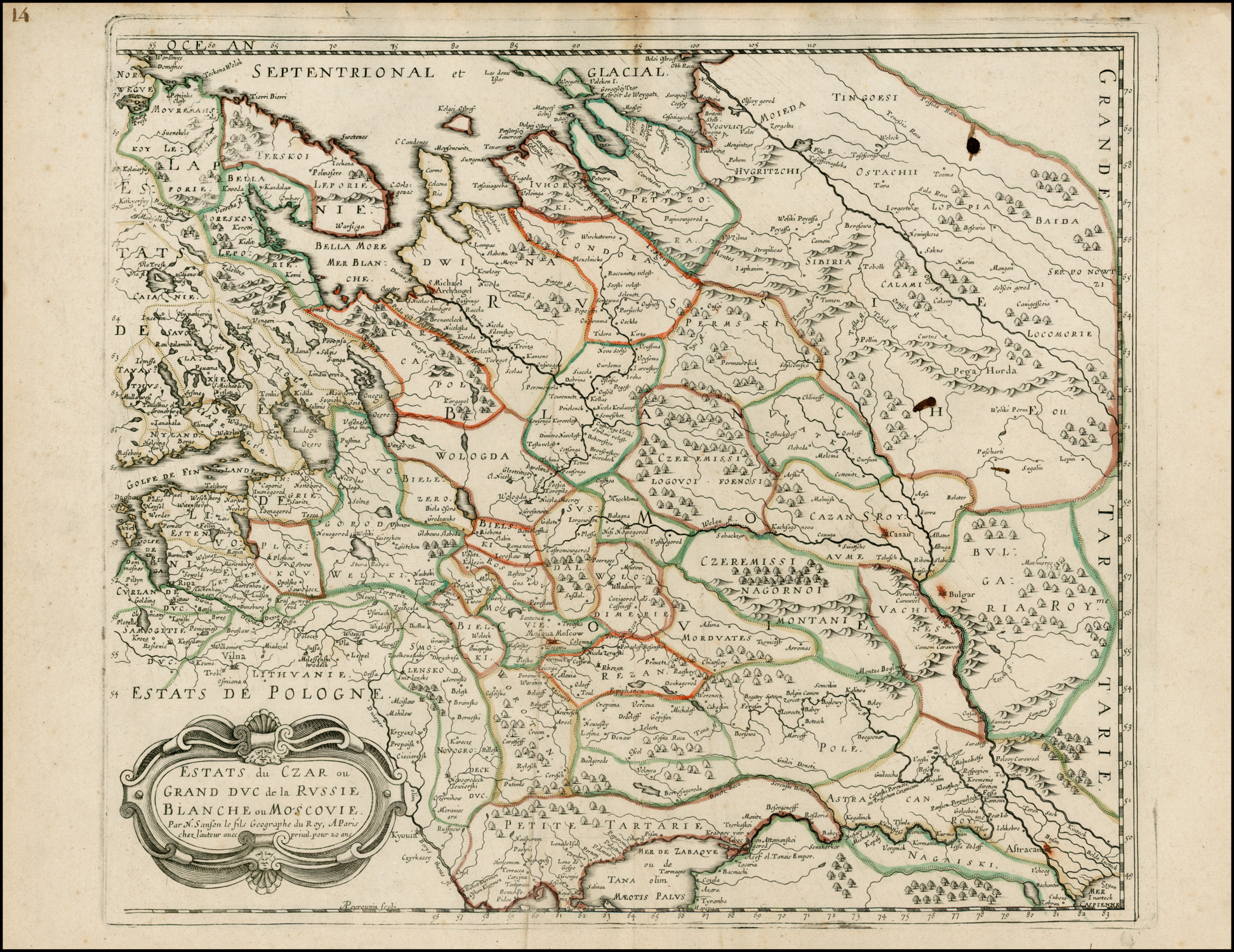
«Государство царя и великого князя Белой Русии или Московского». Карта французского картографа Николоса Сэнсона, 1648 год.
Империя Русская или Московская (Nicolaes Witsen; Frederick De Wit, 1680 г)
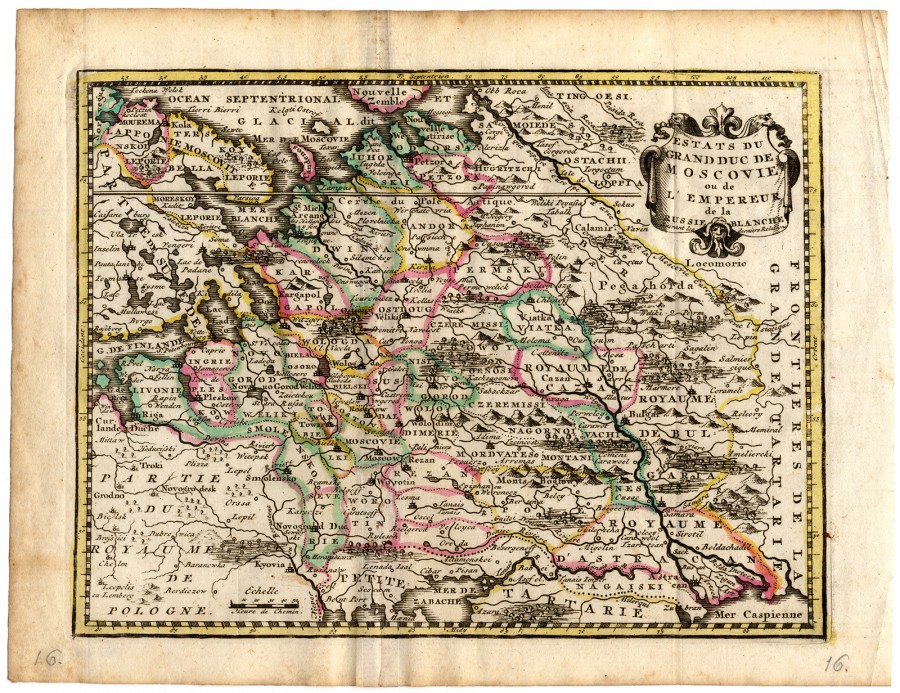
Государство великого княжества Московского или Империя Белой Руси (Jean Rousset de Missy; Hendrik de Leth, 1749 год).

### Употребление «Русь», «Русия», «Россия» в исторических документах

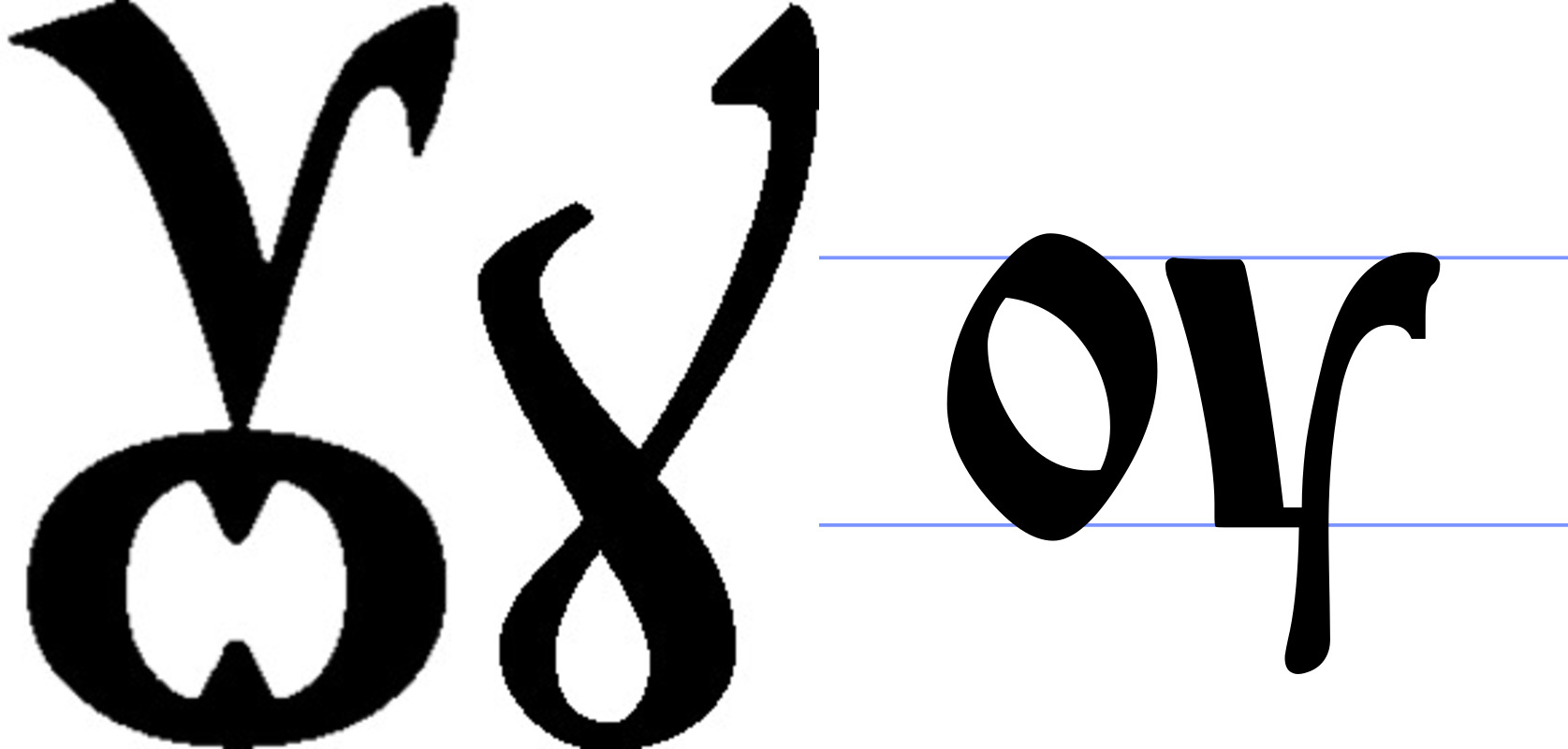
Буква Ук (ОУк) — в словах «Русь» и «Русия»

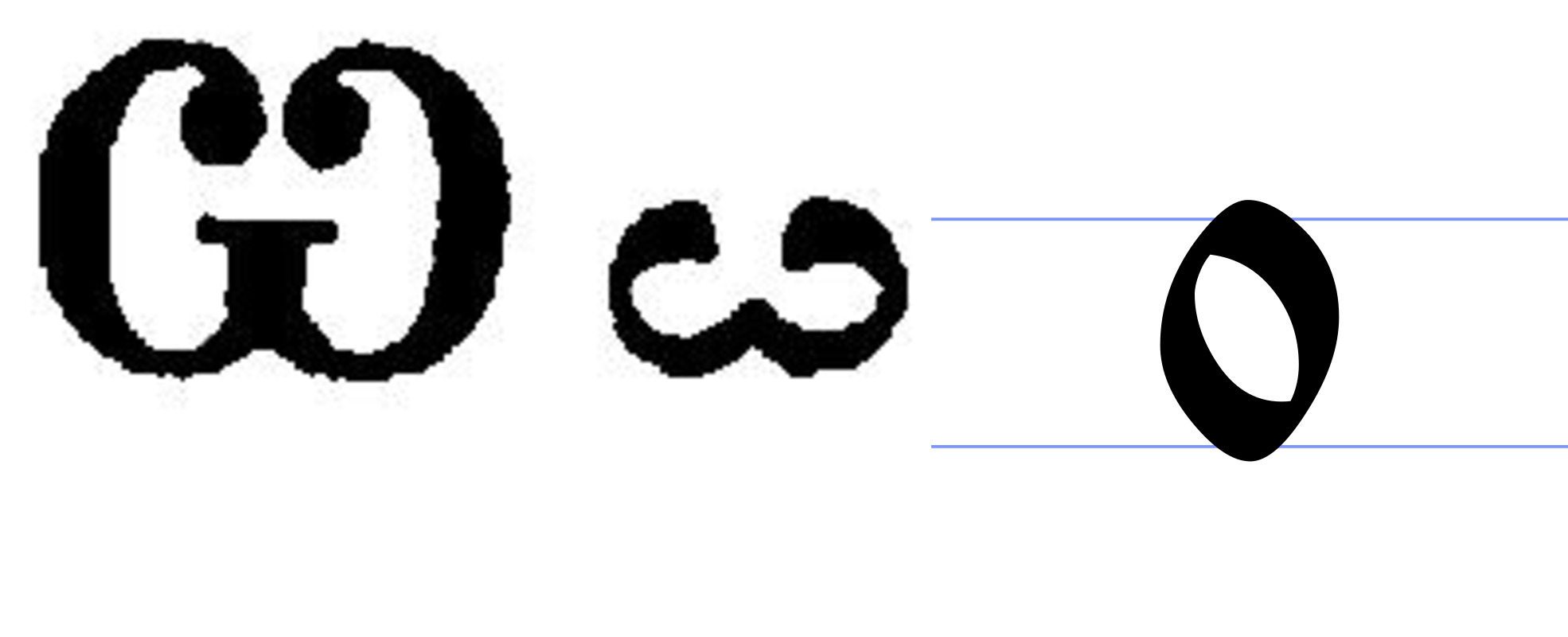
Буква О (Омега) — в словах «Росия» и «Россия»

В допетровские времена в словах «Русь» и «Русия» писалась лигатура «оук»: ꙋ, которая напоминает греческую гамму «γ», но с «ушком» внизу, что произносится как «у». Аналогичное прочтение присутствует в древних славянских текстах и на ранних монетах — Рyci, Рycи, Русiи, Роуси, Роусiи.
В титуле Ивана Васильевича в царских грамотах и рукописях Стоглава присутствует «всеа̀ рꙋ́сїи», однако в самом тексте неоднократно встречается выражение «росийское царствие». В 1613 год в грамоте Земского собора об избрании на царский престол Михаила Фёдоровича перекликаются термины «всея Русии» и «гд҃ри и цари росийские». На подписи Михаила Фёдоровича в титуле присутствует «всеа̀ рꙋ́сїи»
В рукописи Стоглава из библиотеки Троице-Сергиевой лавры в титулах царя Бориса Фёдоровича и царевича Фёдора Борисовича указано «всеѧ̀ рꙋ́сиі̇». При этом последняя буква «і̇» вынесена наверх в виде двух чёрточек над «и».
На царской печати Алексея Михайловича в титуле стоит «всеа̀ рѵ́сїи». При этом использована графема «ѵ» — ижица, а не «у» или «ꙋ». Впрочем применение данной графемы не меняло прочтения — «Ру́сия». В печатных изданиях с 1655 года в титуле Алексея Михайловича присутствует уже «рѡ́ссїи самоде́ржцꙋ». Поскольку омега — «ѡ» произносилось в русской речи точно так же, как обычное «о», данный вариант можно считать практически современным — «Россия». Аналогичное современное прочтение и у других вариантов: Рѡсiя, Рѡсciя, Росiя, Россiя, Росия и Россия.
Первое упоминание о народе Rhos под 839 годом присутствует в европейском летописном своде Бертинских анналов. В греческих документах Константинопольской церкви указывается дата создания митрополии Rhosia (Ῥωσία) — 1039 год, и отмечается, что это название известно с 846 года. В конце XII века появляется название «Μεγάλη Ρωσία» (Великая Росия), включающая земли Белгорода, Новгорода, Чернигова, Полоцка, Владимира, Переяславля, Суздаля, Турова, Канева, Смоленска и Галича (Костромского). Название «Μικρὰ Ῥωσία» (Малая Росия) появляется в начале XIV века и включает Галич, Владимир (Волынский), Перемышль, Луцк, Туров и Холм.
Начиная с XI века на найденных печатях князья именовались греческими титулами — архонтами Росии (греч. αρχοντος Ρωσίας). Такие надписи содержат печати киевского князя Всеволода Ярославича (в крещении Андрей), Владимира Мономаха (в крещении Св. Василий), печать князя Давида Игоревича, внука Ярослава Мудрого, и печать византийской княжны Феофании Музалон. Аналогичные печати имели митрополит Георгий, митр. Никифор I, митр. Константин II, митр. Кирилл II и митрополит Пётр, который в 1325 году перенёс митрополичью кафедру из Владимира в Москву.
После смерти митрополита Кирилла из Константинополя прибывает назначенный патриархом митрополит Максим, в 1299 году он окончательно переносит митрополичью резиденцию из Киева во Владимир. Вместе с ним во Владимир переехало всё высшее духовенство, в Киеве остался лишь наместник митрополита. После упадка Киева церковным центром Руси становится город Владимир и владимирские князья начинают именоваться титулом «великий князь всея Руси». В частности, так именовались обладавшие титулом Великого князя Владимирского тверской князь Михаил Ярославич (в официальном письме Константинопольского патриарха Нифонта в 1310—1314 годах), московские князья Иван Данилович Калита (упоминается как «великий князь Иван Данилович всея Руси» под 1329 годом), Симеон Гордый — сын Калиты (до наших дней сохранилось его завещание с тремя печатями; одна из них, серебряная, вызолоченная, с надписью «печать князя великого Семеонова всея Руси»), Дмитрий Донской (на сохранившейся печати духовной грамоты 1389 года присутствует надпись «князя великого Дмитрия Ивановича всея Русии») и его сын Василий Дмитриевич, который также имел печать и первым начал чеканить монеты с титулом «всея Руси».
Древнейший из известных отечественных источников — Повесть временных лет, сохранившаяся в Лаврентьевской летописи 1377 года, описывает события X века и содержит первое летописное упоминание термина «Русь», в основном употребляемое не к территории, а к народу. Также в оригинальном тексте многократно употребляются производные формы: руские, русские, русьские и русин.
Согласно исследованиям 2012—2013 годов, один из первых примеров использования слова «Росия» в богослужении выявляется в тексте устава Троице-Сергиевой Лавры, написанного около 1435 года. Выражения «Росия» и «росийский» используются совместно с традиционными вариантами «Русь» или «Русия» в текстах Хронографа («Еллинский летописец»), переписанного московским дьяком Иваном Чёрным в 1485 году, и в рукописи Богородичника Чудовского монастыря 1489 года. С первой половины XVI века эта же двойственность просматривается в Послании Спиридона-Саввы, Летописце начала царства царя и великого князя Ивана Васильевича всея Русии, Степенной книге, в летописях Стоглавого собора и многих других источниках.
В 1472 году Иоанн III женился на византийской княжне Палеолог, что послужило налаживанию контактов с Римом. В конце 1470-х годов в Москву были приглашены итальянские зодчие и промышленники, под руководством которых началось строительство современного Московского Кремля и зародилось отечественное пушечно-литейное дело, так необходимое для успешного ведения войн. Благодаря этому событию, ряд уникальных исторических отечественных памятников, запечатлённых в литье, сохранились до наших дней. На знаменитой «Царь-пушке», отлитой Андреем Чоховым в 1586 году, присутствует надпись: «божиею милостию царь и великий кн҃зь Феодоръ Ивановичь гд҃рь и самод҃рьжецъ всея великия Росия». На другой части ствола вылита надпись: «повелением благоверного и христолюбивого царя и великого кн҃зя Федора Ивановича гд҃ря самодеръжца всея великия Росия, при его благочестивой и христолюбивой царице и великой княгине Ирине». На мортире «Егуп», отлитой в 1587 году, присутствует надпись: «слита бысть сия пушка при державе гд҃ря ц҃ря Федора Ивановича всея великия Росия…» На мортире А. Чохова 1605 года читается надпись: «божию милостию повелением великого гд҃ря ц҃ря и великого князя Дмитрия Ивановича всея великия Росия самодержца…». На пушке «Ахиллес» 1617 года можно прочитать следующее: «божию милостию повелением благоверного и христолюбивого великого гд҃ря ц҃ря и великого князя Михаила Фёдоровича всея великия Росия самодержца и иных многих государств государя и обладателя».
Написание слова Россия с двумя буквами «с» впервые появляется на рубеже XVI—XVII веков на территории Малой Руси и к середине века постепенно переходит на земли Великой Руси. Так, на царской печати 1630-40-х годов царь Алексей Михаилович именуется с приставкой «всея Руси», а на большой царской печати 1667 года — «всея Великия и Малыя и Белыя Росии». Печать патриарха Никона середины XVII века тоже содержала надпись «всея Великия, Малыя и Белыя Росии патриарх». В 1654 году был выпущен первый серебряный рубль с титулом царя — «всея Великия и Малыя Росии». Первый пример применения термина «Россия» с удвоенной буквой появляется в грамоте царя Алексея Михайловича в апреле 1654 года, где царь и патриарх Никон именуются титулом «всея Великия и Малыя России». Со следующего года этот вариант написания начинает распространяться в книжных публикациях.
Несмотря на это, двойственность форм написания в государственных титулах сохраняется вплоть до эпохи Пётра I; например, на грамотах царя Петра Алексеевича до принятия титула императора использовалась титулатура «всея Великия и Малыя и Белыя Росии Самодержец». Монеты в период правления Петра с 1696 года имели надпись «царь и великий князь Петр Алексеевич всея Росии (или России)». Червонцы 1701—1714 года имели надпись «всея России самодержец». Рубли чеканили в 1704—1725 годах, они имели надпись «всея Росии Повелитель» или «всея Росии Самодержец», на рублях поздних выпусков надпись гласила «Император и Самодержец Всеросийский (или Всероссийский)».

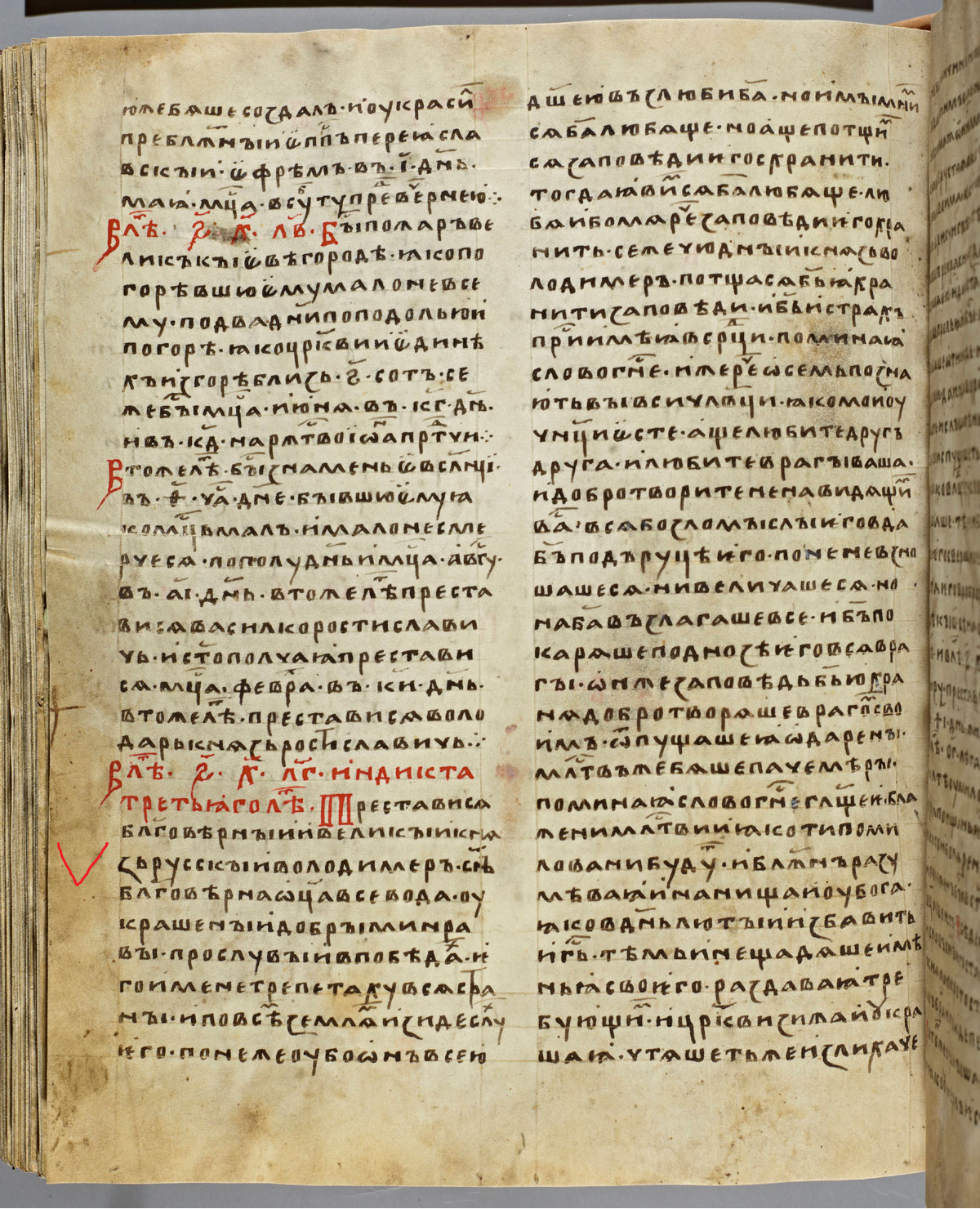
Лаврентьевская летопись, 1377 г.
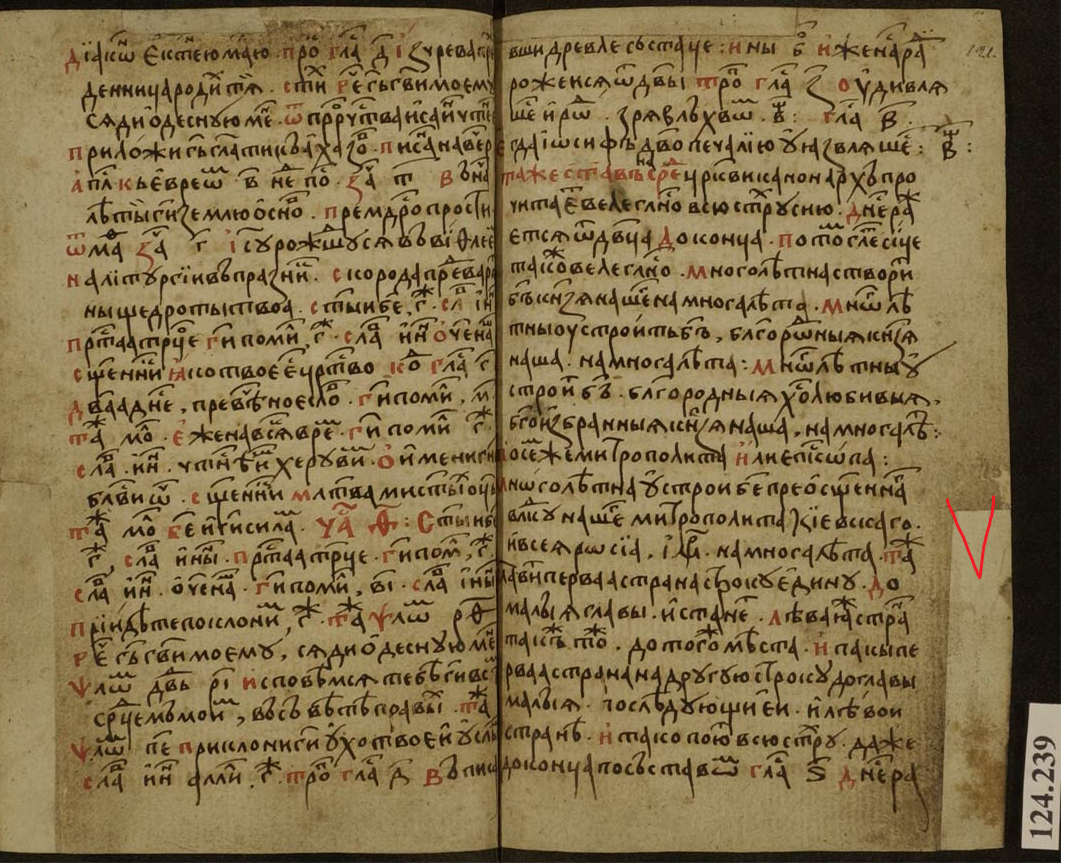
Устав церковный, 1435 год (Фонд 304.I. №239), Троице-Серг. Лавра
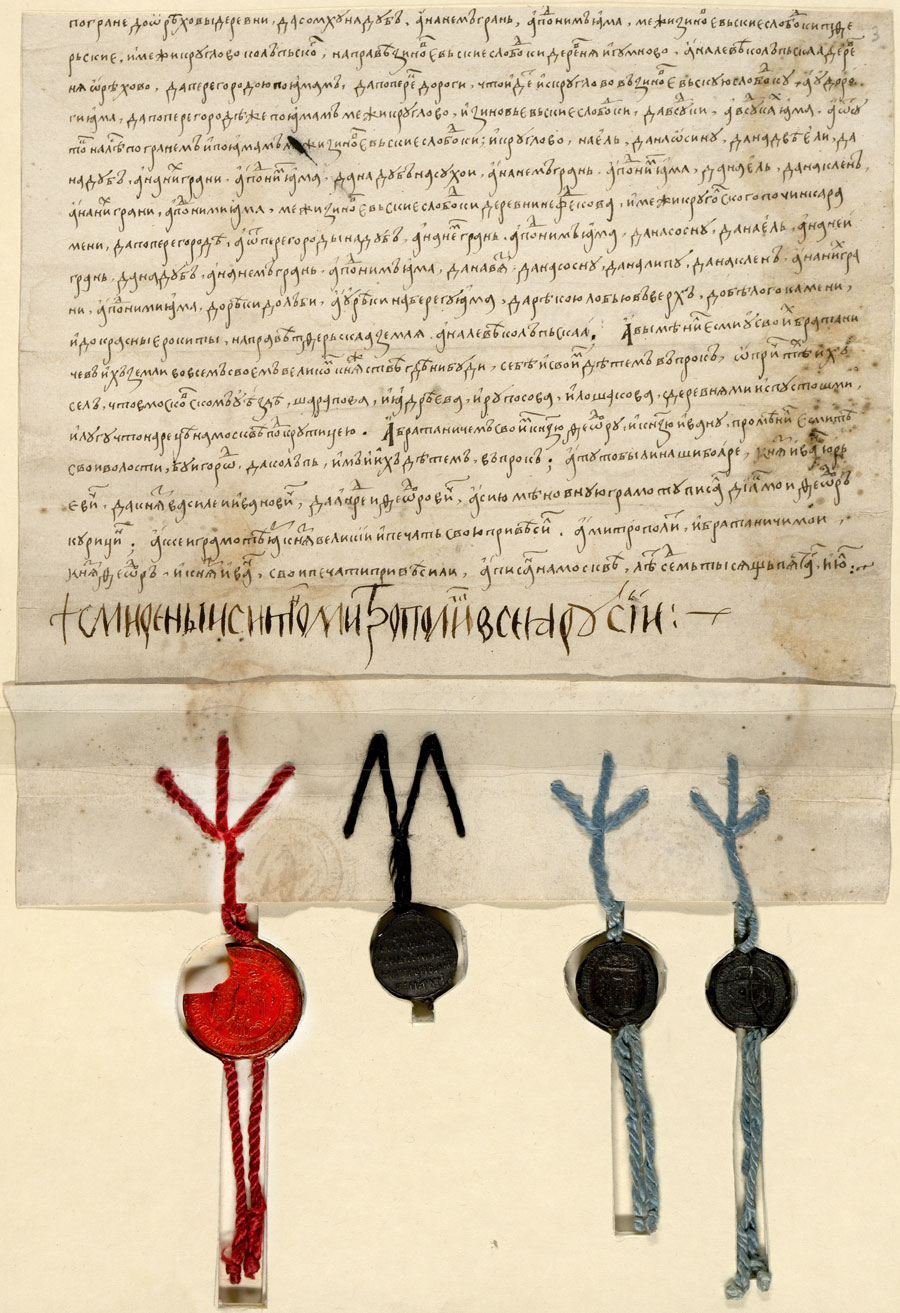
Грамота с печатями Ивана III, 1497 год
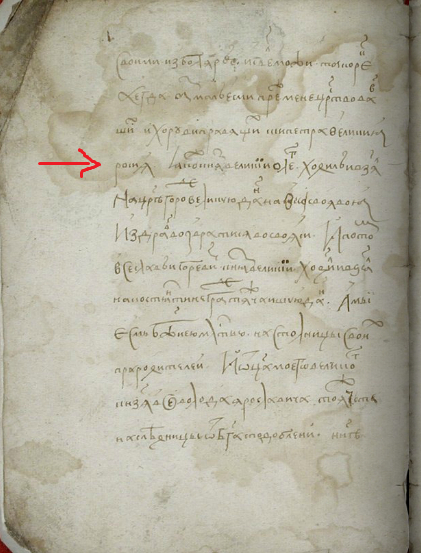
Чин венчания на царство Ивана IV (рукопись Пространной редакции, 1560 г).
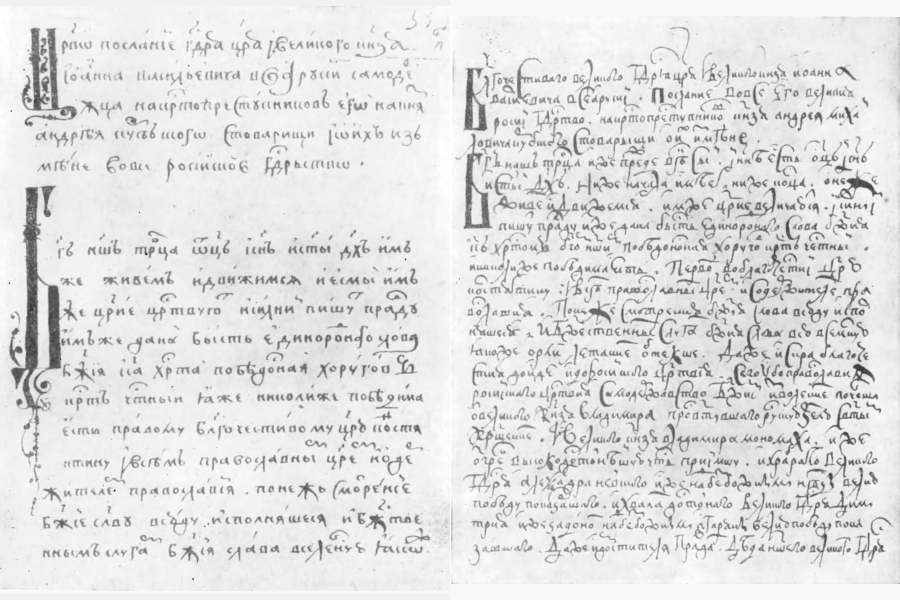
Послание Ивана IV Курбскому, 1564—1620 гг.
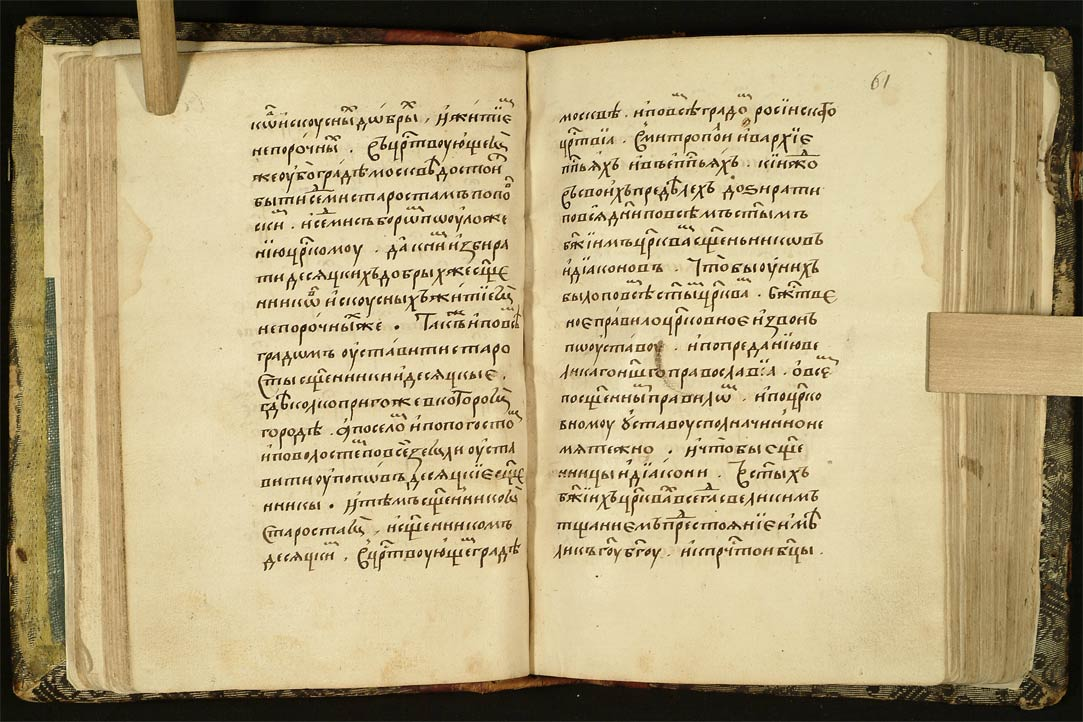
рукопись Стоглав, сер. XVI века (Фонд 304.I. №215)
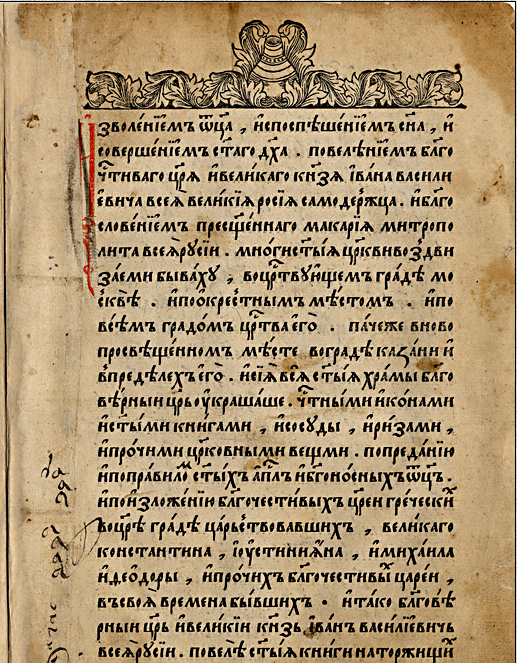
«Апостол», 1564 год, первая печатная книга Московской типографии И. Федорова
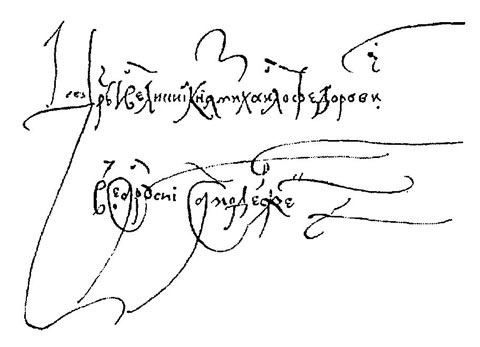
Автограф царя Михаила Фёдоровича
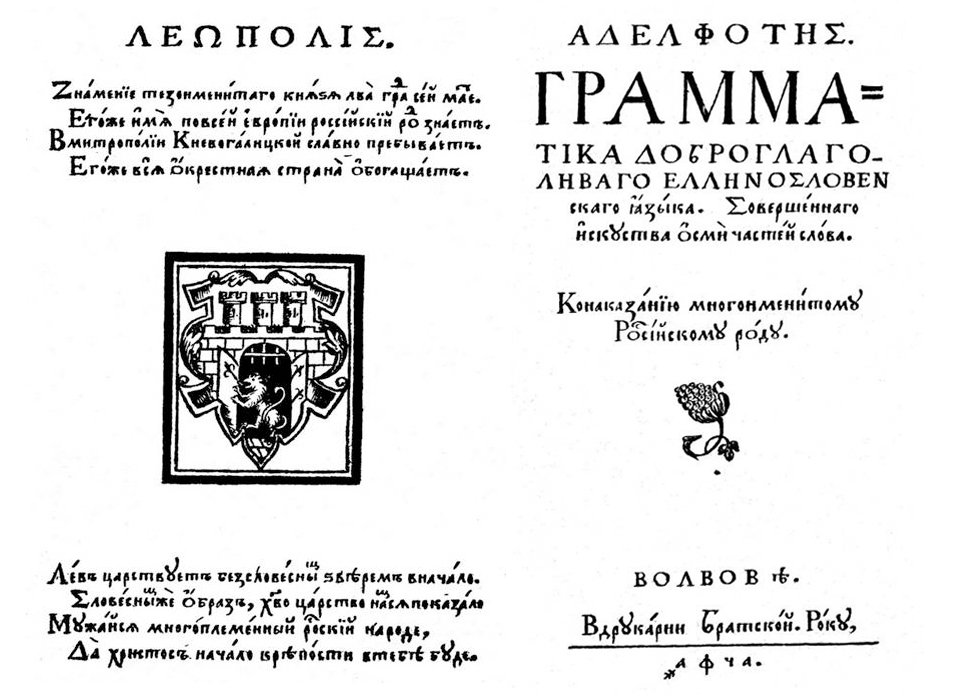
«Адельфотес», 1591 год, типография Ставропигийского братства, Львов
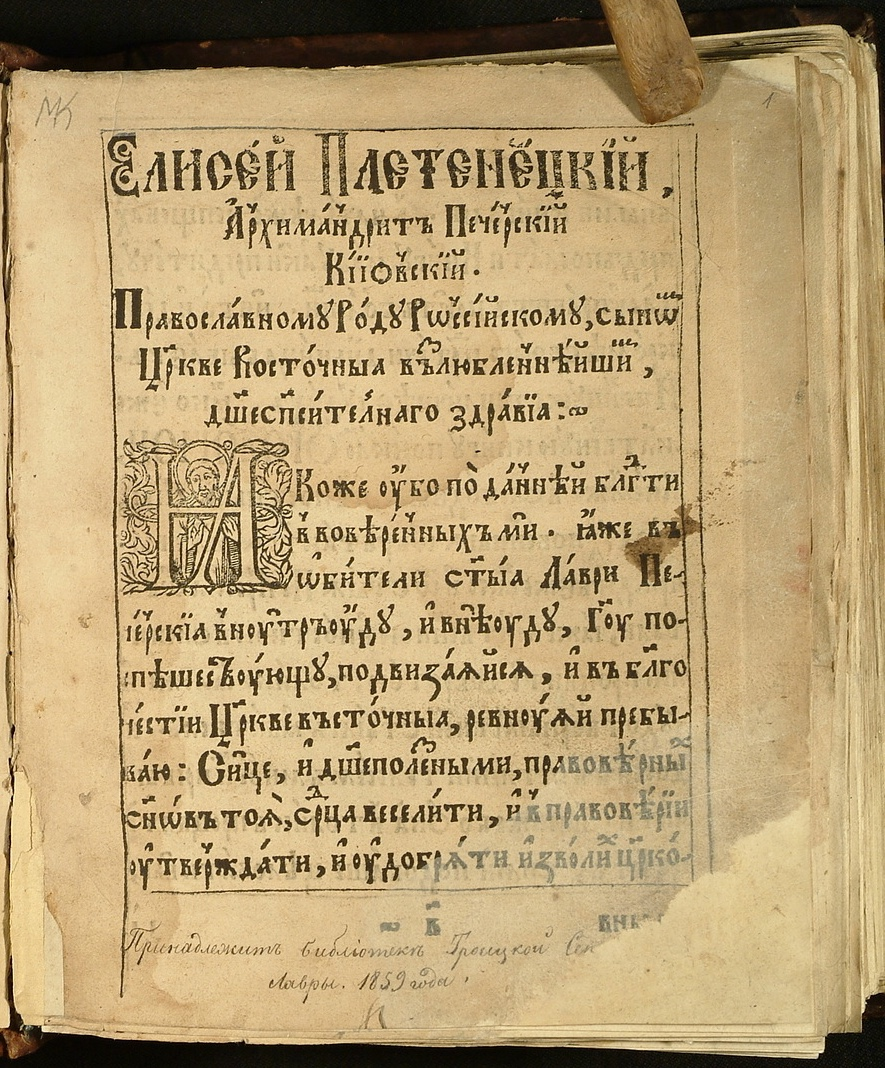
«Часослов», 1617 г., типография Киево-Печерской Лавры
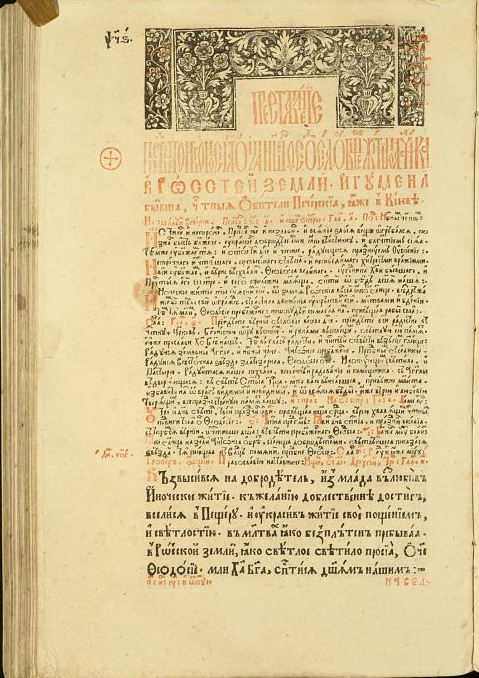
«Анфологион», 1619 г, типография Киево-Печерской Лавры
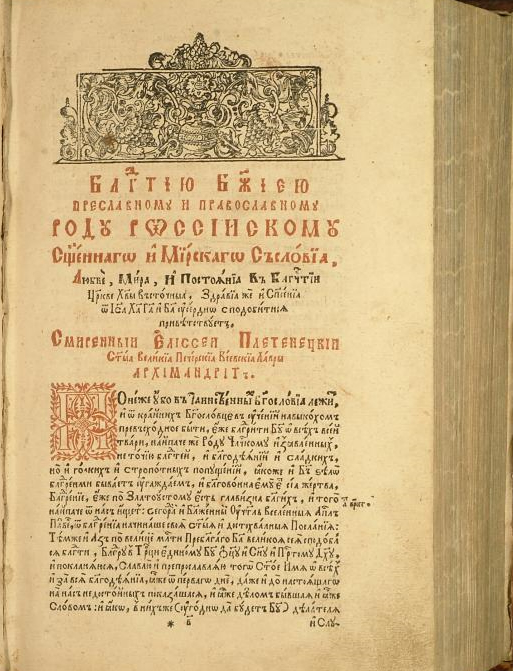
«Святитель Иоанн Златоуст», 1623 г, типография Киево-Печерской Лавры.
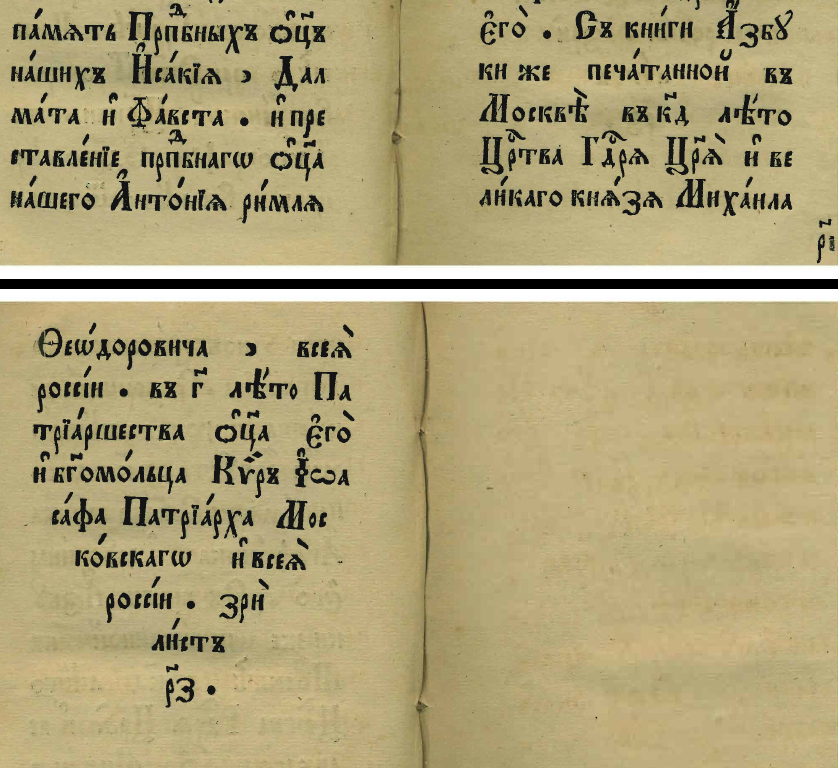
Азбука Бурцова, 1637 г, Московская типография
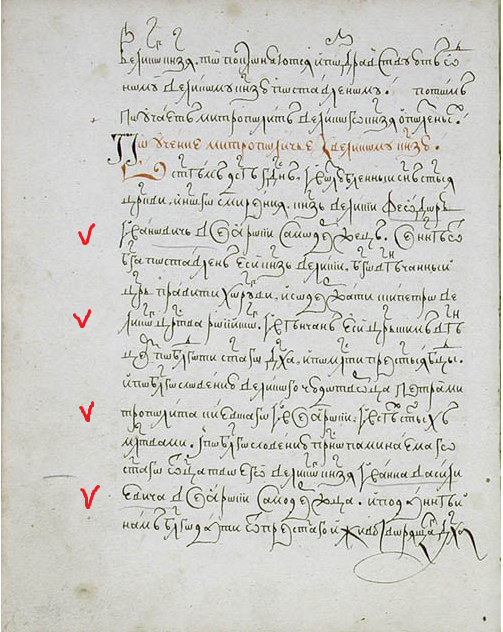
Чин венчания на царство царя Федора Ивановича (рукопись первой половины XVII в.)
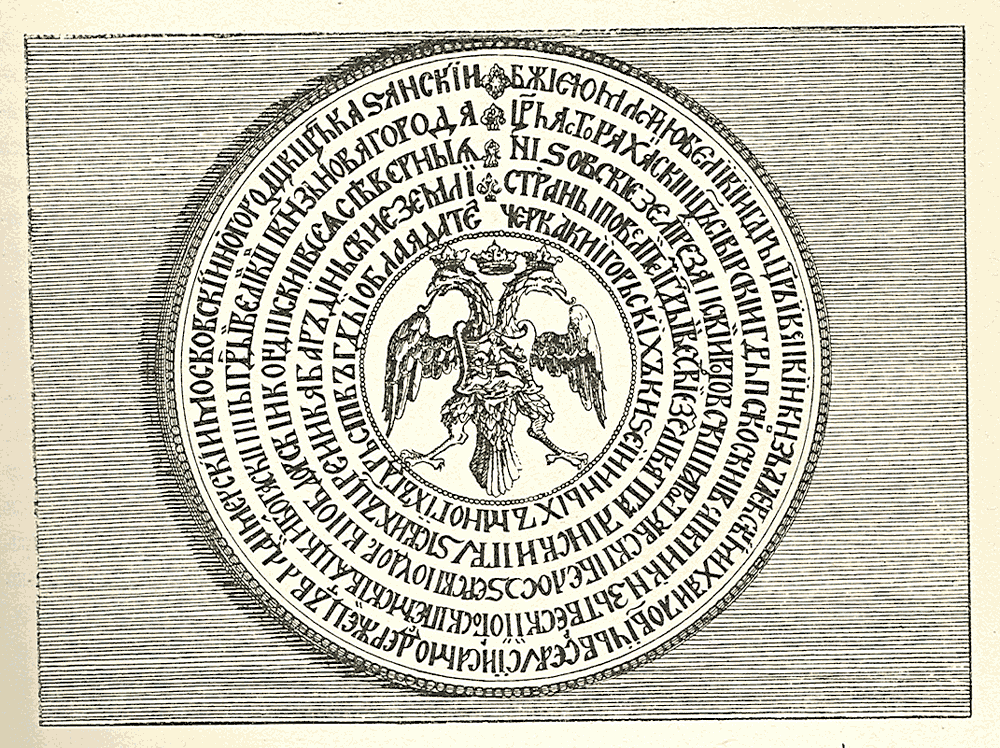
Печать царя Алексея Михайловича, 1630—1640 гг.
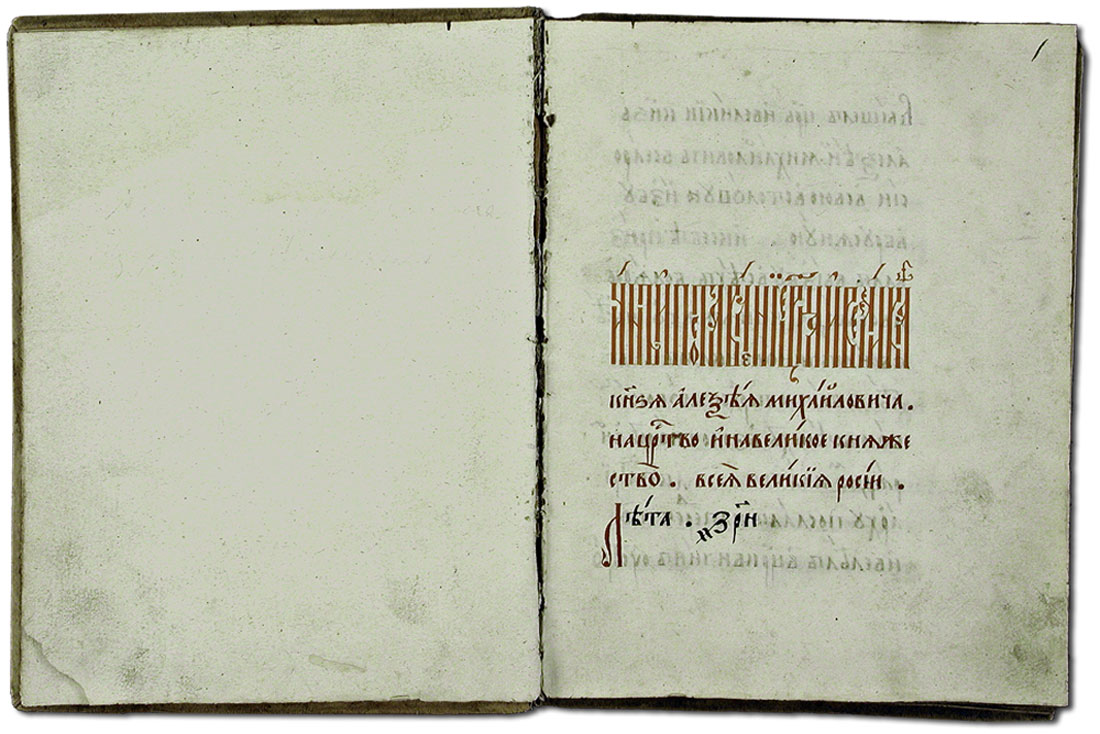
Чин венчания на царство Алексея Михайловича, 1645 год
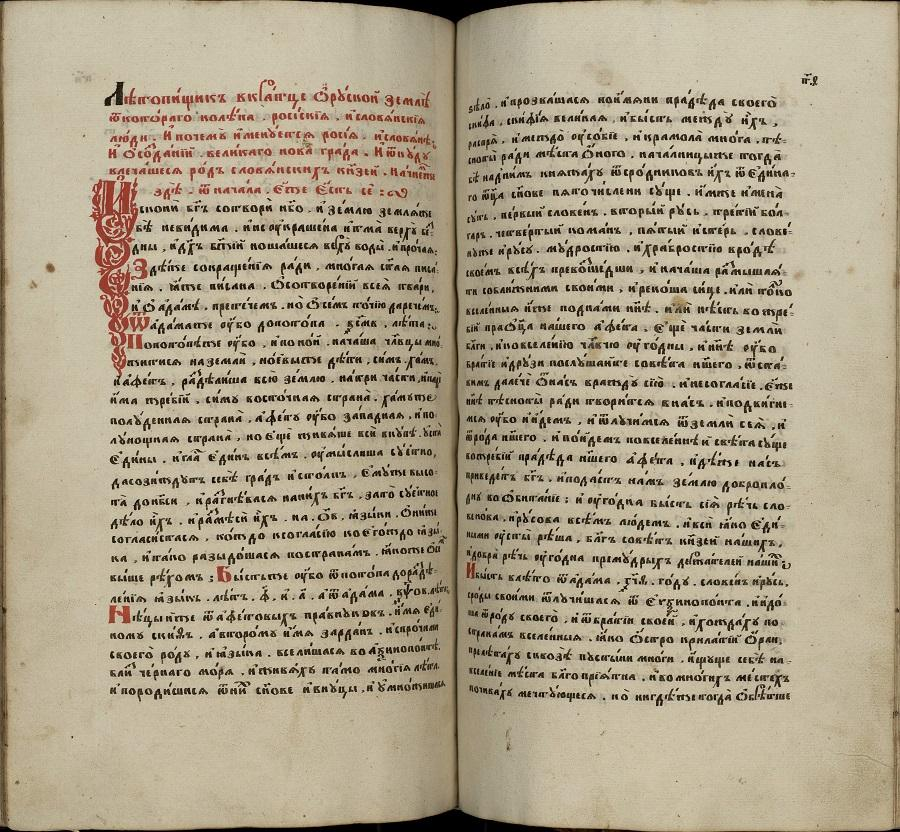
«Летописец», московское печатное издание, 1649 год
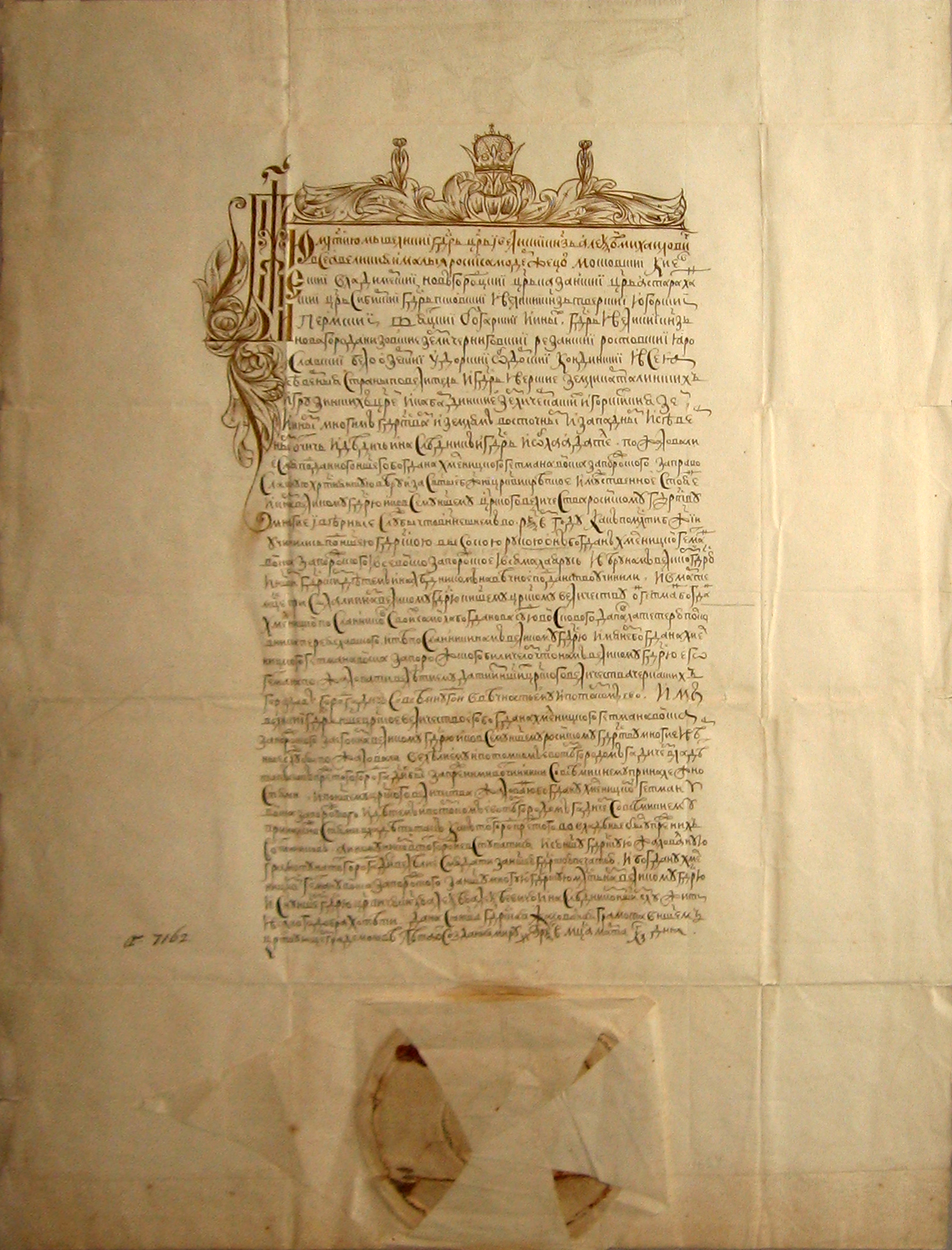
Грамота Алексея Михайловича Хмельницкому, 1654 г.
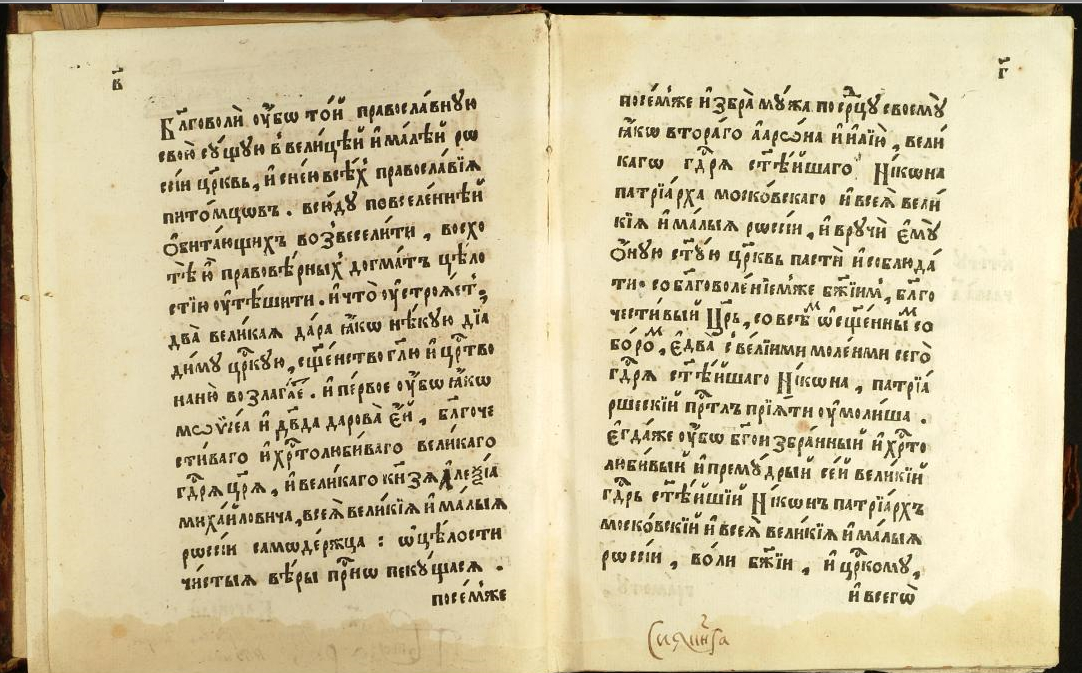
«Служебник», издание Московского печатного двора, 1655 г.
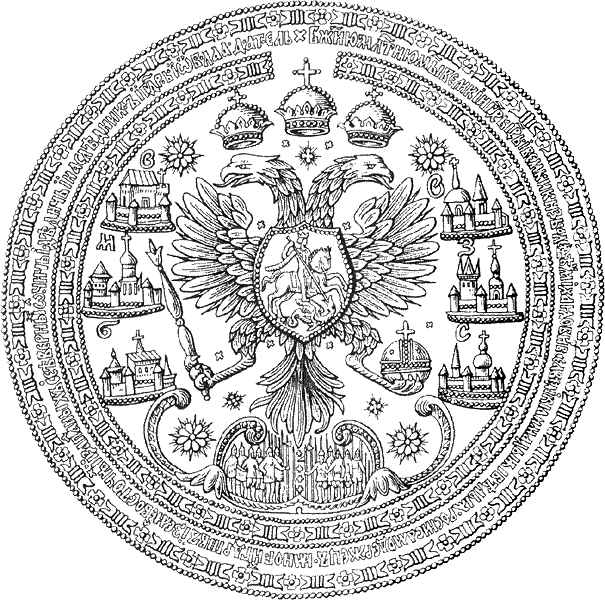
Большая печать царя Алексея Михаиловича, 1667 год
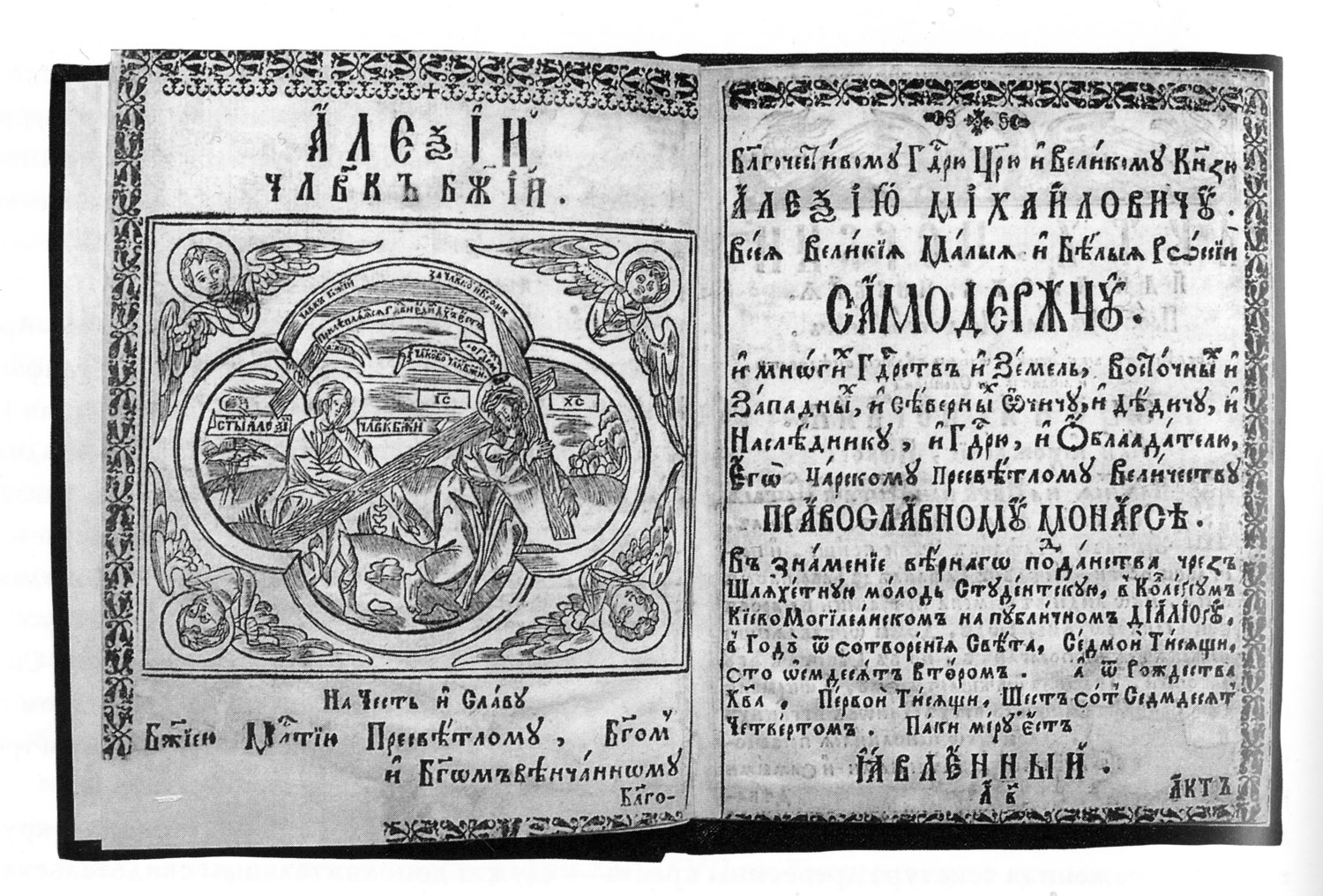
Театральная программа 1674 года
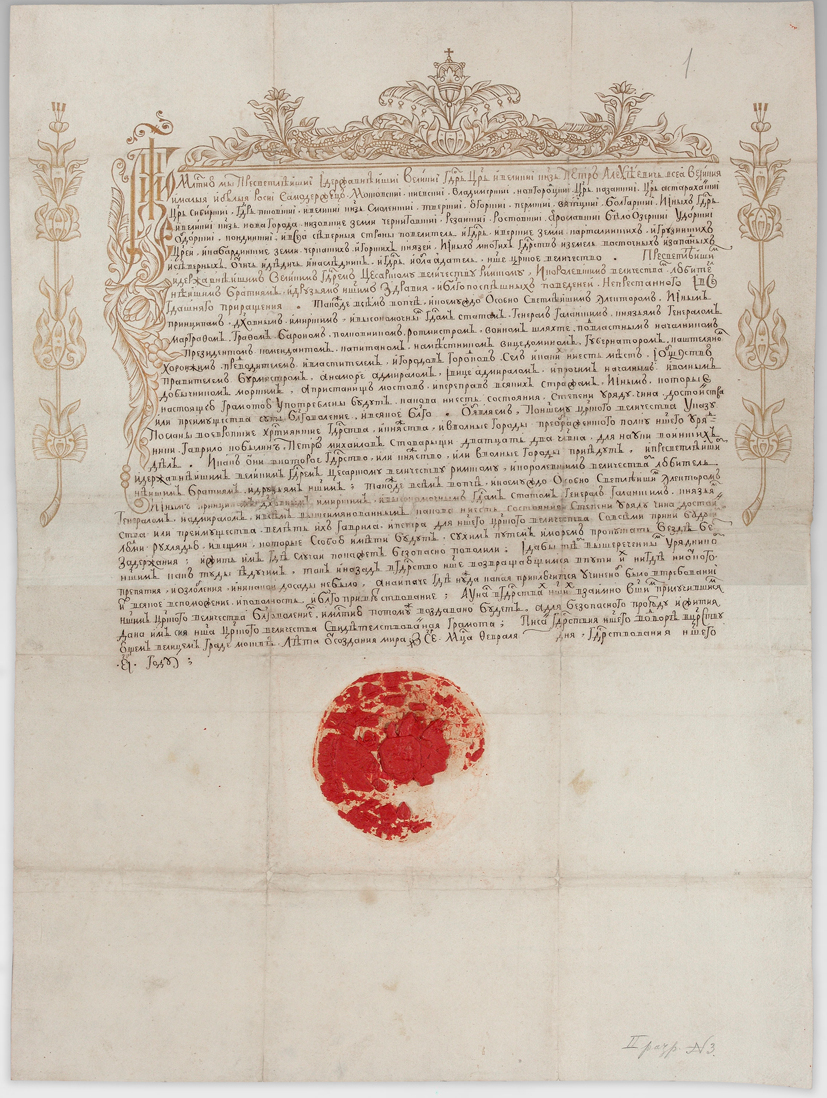
Грамота Петра Алексеевича об путешествии в Европу, 1697 год

## Российская империя
Российская империя — с 22 октября 1721 года.
После принятия царём Петром Алексеевичем титула императора.
В основных государственных законах названа Российским Государством, а не империей.

## Революционный период
| Период (новый стиль)    | до 15.03.1917                      | 15.03.1917 — 14.09.1917            | 14.09.1917 — 07.11.1917            | 07.11.1917 — 31.01.1918   | с 31.01.1918              |
| ----------------------- | ---------------------------------- | ---------------------------------- | ---------------------------------- | ------------------------- | ------------------------- |
| Государство официальное | Российская империя                 | Российская империя                 | Российская республика              | Российская республика     | РСФСР                     |
| Государство фактическое | Российская империя                 | Россия при Временном правительстве | Россия при Временном правительстве | Советская Россия          | Советская Россия          |
| Правительство           | Совет министров Российской империи | Временное правительство России     | Временное правительство России     | Совет народных комиссаров | Совет народных комиссаров |

### После Февральской революции
После Февральской революции и отречения Михаила Александровича российское государство формально продолжало оставаться империей с вакантным местом императора вплоть до провозглашения Временным правительством Российской республики в сентябре 1917 года. Однако, на практике именование Российская империя в документах не использовалось.
Использование других наименований государства в официальных документах также было ограничено — в основном использовалось наименование высшего органа исполнительной власти — Временное правительство.

### После провозглашения Российской республики
После провозглашения России республикой официальным наименованием государства стала Российская республика.

### После Октябрьской революции
После свержения Временного правительства наименование Российская республика первое время использовалось в качестве официального наименования советскими властями. Параллельно с этим также использовались понятия Советская власть, Советское правительство.
Белкин А.А. пишет:

«Октябрьская Революция продолжила „республиканскую“ линию, хотя новое, уже „советское“ официальное наименование сформировалось далеко не сразу. В документах Советской власти в октябре 1917 г. и в последующее время употреблялись наименования „Россия“, „Республика“, а также „Российская Республика“. Последнее, введённое Временным Правительством, ещё довольно долго употреблялось как официальное наименование и после Октября. В различных документах говорилось о „гражданах Российской Республики“, „собственности Российской Республики“, „территории Российской Республики“. Но наиболее достоверно сохранение наименования, установленного Временным правительством, подтверждалось, по-видимому, Декретом „О порядке утверждения и опубликования законов“ (издан не позднее 11 ноября 1917 г.). Пункт 3 Декрета предписывал, что „после утверждения Правительством состоявшееся постановление в окончательной редакции подписывается именем Российской Республики председателем Совета Народных Комиссаров“».

### После III Всероссийского съезда Советов
На III Всероссийском съезде Советов Россия была объявлена Республикой Советов рабочих, солдатских и крестьянских депутатов и была учреждена Советская Российская Республика.
Согласно резолюции "О федеральных учреждениях Российской Республики", принятой 28 (15) января 1918 года, Российская Социалистическая Советская Республика учреждается на основе добровольного союза народов России как федерация советских республик этих народов.
Вплоть до принятия на V Всероссийском Съезде Советов первой Конституции, в документах встречались различные варианты советского государства:
Слова менялись местами:
- Российская Федеративная Социалистическая Советская Республика,
- Российская Социалистическая Советская Федеративная Республика,
- Российская Советская Федеративная Социалистическая Республика;

Неполное наименование с различным порядком слов (4 слова):
- Российская Федеративная Советская Республика,
- Российская Советская Федеративная Республика,
- Российская Социалистическая Федеративная Республика,
- Российская Социалистическая Советская Республика,
- Российская Советская Социалистическая Республика;

Неполное наименование с различным порядком слов (3 слова):
- Российская Советская Республика,
- Советская Российская Республика
- Российская Федеративная Республика
- Российская Федерация Советов

Другие наименования:
- Российская Республика,
- Советская Республика,
- Республика Советов.
- Советская Россия.

### После V Всероссийского съезда Советов
На V Всероссийском съезде Советов была принята Конституция, согласно которой советское государство стало называться Российская Социалистическая Федеративная Советская Республика. Это наименование впервые упоминается еще 21 января (3 февраля) 1918 года в Декрете об аннулировании государственных займов, подписанным Председателем Центрального Исполнительного Комитета Я. Свердловым.
Уже будучи в составе СССР, 5 декабря 1936 года Российская Социалистическая Федеративная Советская Республика была переименована в Российскую Советскую Федеративную Социалистическую Республику.

## Союз Советских Социалистических Республик
Союз Советских Социалистических Республик — с 30 декабря 1922 года
Образован путём объединения России, Украины, Белоруссии и ЗСФСР.
5 декабря 1936 года (по новой конституции) в наименовании РСФСР порядок слов «социалистическая» и «советская» приведён в соответствие с порядком этих слов в названии СССР.
Просуществовал до 26 декабря 1991 года включительно.

## Российская Федерация
Наименование Российская Федерация употреблялось как сокращённое наименование РСФСР ещё в годы советской власти. Предложение утвердить его в качестве основного названия республики возникло в 1990 году, в рамках начавшейся в РСФСР конституционной реформы. Данное название предусматривалось в проектах новой Конституции, подготовленных Рабочей группой Конституционной комиссии и ряде нормативно-правовых актов РСФСР. 1 ноября 1991 года на пятом Съезде народных депутатов РСФСР было предложено рассмотреть вопрос об официальном переименовании государства, однако решение о начале обсуждения этого вопроса принято не было, переименование государства ожидалось при принятии новой конституции России. За рассмотрение вопроса о переименовании на пятом Съезде проголосовало 449 депутатов из 879 голосовавших (при минимуме в 526 голосов для принятия решения), против — 373, 57 воздержались.
В Соглашении о создании СНГ и Алма-Атинской декларации Российское государство как сторона этих соглашений именовалось «Российская Федерация (РСФСР)». По словам народного депутата РСФСР В. Б. Исакова, при ратификации Алма-Атинской декларации в Верховном Совете РСФСР он поставил перед Борисом Ельциным вопрос об основаниях, на которых он именовался президентом Российской Федерации (а не РСФСР), а председатель Верховного Совета Руслан Хасбулатов, в ответ на этот вопрос, поставил на рассмотрение Верховного Совета РСФСР предложение об изменении наименования государства и соответствующее решение было принято. 25 декабря 1991 года Верховный Совет РСФСР принял закон № 2094-I, которым постановил именовать в дальнейшем Российскую Советскую Федеративную Социалистическую Республику (РСФСР) Российской Федерацией (Россией). Данный акт, согласно статье 5, вступил в силу со дня принятия.
Закон придал официальный статус как полному наименованию (Российская Федерация), так и краткому (Россия), а также установил правила использования наименований — оговаривалось, что в официальных актах и других документах, в текстовом оформлении государственных символов, а также в названиях государственных органов, их печатях, штампах и бланках используется наименование «Российская Федерация». Вместе с тем, закон, направляя утверждение наименования на Съезд народных депутатов России, именовал его Съездом народных депутатов РСФСР, а проект акта, которым переименование подтверждалось бы на конституционном уровне, характеризовался как закон РСФСР, при этом формулировка статьи 4 закона отводила Съезду лишь утверждение уже принятого наименования, а не самостоятельное решение вопроса. Уже на следующий день председатель Конституционного суда РСФСР Валерий Зорькин заявил, что решение российского парламента об изменении названия республики не соответствует конституционным нормам, поскольку изменение названия республики влекло за собой поправки в российскую конституцию и, следовательно, такое решение мог принять только Съезд народных депутатов РСФСР.
Тем не менее, новое название вошло в деятельность высших федеральных органов (кроме Конституционного суда, который и далее выносил решения именем РСФСР). Из закона 1991 года в целом исходил и VI Съезд народных депутатов РФ (хотя были и попытки пересмотреть решение Верховного Совета, в частности, депутатское обращение в Конституционный суд в марте 1992 года), при этом 16 апреля 1992 года большинство депутатов постановило считать единственным официальным наименованием страны наименование «Россия», однако уже на следующий день, по предложению президента Ельцина, решение было пересмотрено. В принятом 21 апреля 1992 года законе, «в связи с изменением наименования государства Российская Советская Федеративная Социалистическая Республика на наименование Российская Федерация — Россия», съезд внёс соответствующие поправки в действовавшую тогда Конституцию (Основной Закон) РСФСР 1978 года. В тексте основного закона слова «Российская Советская Федеративная Социалистическая Республика» и «РСФСР» были заменены на «Российская Федерация», при этом в статье 1 новой редакции Конституции закреплялась юридическая равнозначность наименований «Российская Федерация» и «Россия». Эта же формулировка вошла в действующую Конституцию Российской Федерации, принятую в 1993 году. Оба термина употребляются в официальных документах, наименованиях министерств и ведомств, международных договорах.
Закон от 25 декабря 1991 года разрешал в течение 1992 года использовать название РСФСР в официальном делопроизводстве (бланки, печати и штампы), в 1992 году Верховный Совет принял было инициативу о продлении действия соответствующей статьи закона, однако после президентского вето не стал на ней настаивать. Вместе с тем, смену наименования не могли реализовать в официальной продукции ещё долгое время. До принятия новой конституции 1993 года новый герб был в разработке. Де-факто на территории Российской Федерации в первой половине 1990-х годов ещё издавались правовые акты и употреблялись бланки и печати учреждений со старым гербом и наименованием государства РСФСР, граждане России пользовались паспортами граждан СССР до начала XXI века.

## Именование России в иностранных языках
Экзоним — именование народа и государства в иностранном языке — иногда (в тех случаях, когда этноним не заимствуется напрямую) способен свидетельствовать об истории взаимоотношений двух народов: так, Россия в латышском языке именуется Кревия (Krievija, от слова кривичи), а в финно-угорских — производным от слова венеды (Venäjä — финский, Venemaa — эстонский). Оба примера свидетельствуют о контактах славянских племён со своими ближайшими соседями — балтами и финно-уграми.